# Clignancourt
El Barrio de Clignancourt (en francés: Quartier de Clignancourt) es un barrio parisino que, junto a Grandes Carrières, La Goutte d'Or y La Chapelle, conforma el Distrito XVIII de París, en Montmartre. Entre los atractivos turístico del barrio están la Basílica del Sagrado Corazón de Montmartre, la Place du Tertre y El Muro de los te amo. 
Este barrio es servido por las estaciones de metro de Porte de Clignancourt, Simplon, Marcadet - Poissonniers, Jules Joffrin y Lamarck - Caulaincourt.

## Historia

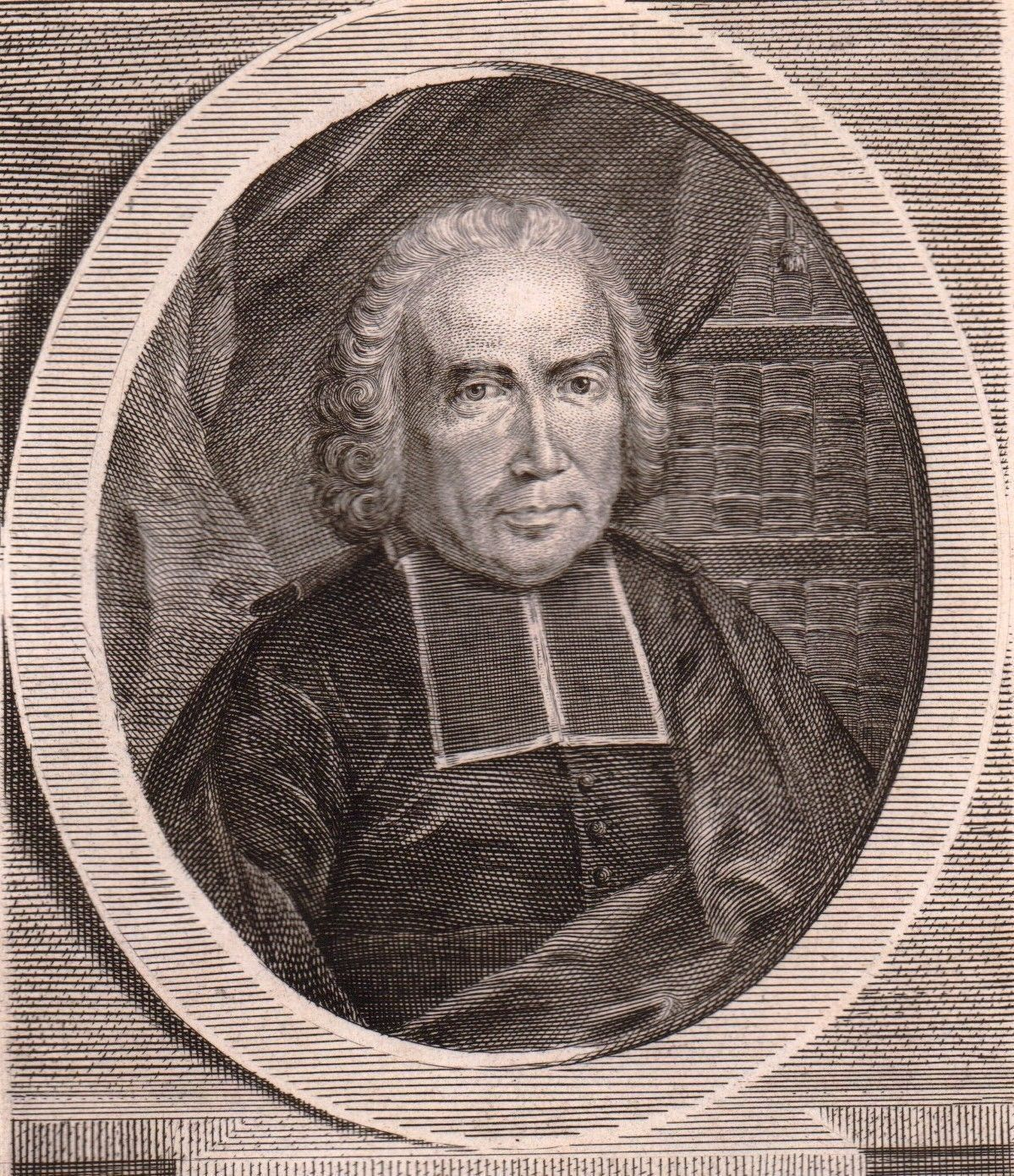
el abad Lebeuf (1687 - 1760), historiador y erudito.

#### Toponimia
Según el abad Jean Lebeuf, su nombre proviene de Clenini Curtis, la «Tierra de Clignancourt», en referencia a Cleninus, dueño de una villa galorromana descubierta en 1738.

#### Historia[1]
Situado en la ladera norte de Montmartre, Clignancourt se extendía hasta Saint-Ouen. Su primera mención data del siglo XIII, como una aldea en donde se cultivaban la vid, los cereales, y el cerezo.
En el siglo XIV, el feudo pertenecía la abadía de San Denis y después pasó a manos de numerosas familias nobles parisinas, que llevaban el título de Señor de Clignancourt. 
En el siglo XV, alrededor de cuarenta casas sobre la cima de Montmartre, en Clignancourt, estaban ocupadas por una población de viticultores, labriegos, y molineros, junto a una abadía benedictina, fundada en 1134 por el rey Luis VI y la reina Adelaida de Saboya, a mitad de camino a París. La Cripta del martirio de San Denis recuerda el decapitación de Dionisio de París.
La aldea estaba alejada de las principales vías de comunicación de la zona, sólo estaba comunicada por caminos de difícil acceso, por lo que era una aldea retirada. La vid ocupaba las laderas hacia el norte, hacia la aldea de Clignancourt, y parte del vino estaba destinado a las posadas de Porcherons, cerca del castillo de Porcherons.
En 1465, durante la Liga del bien público, en pleno asedio de París, Clignancourt y sus alrededores fueron devastados por las tropas de Carlos I, conde Charolais. Jean de Roye en su Crónica del reinado de Luis XI, conocida como Crónica escandalosa, indica que el día 9 de septiembre de 1465:

Bretons et Bourguignons furent es terroirs de Clignancourt, Montmartre, la Courtille et autres vignobles d'entour Paris, prendre et vendanger toute la vendange qui estoit, jaçoit ce qu'elle n'estoit point meure et en firent du vin tel quel pour boire
Bretones y borgoñones eran con los terroirs de Clignancourt, Montmartre, La Courtille y otros viñedos alrededor de París,  toman y cosechan toda la cosecha quién era, vio lo que no estaba muriendo, e hizo vino de él como si fuera para beber.
Jean de Roye

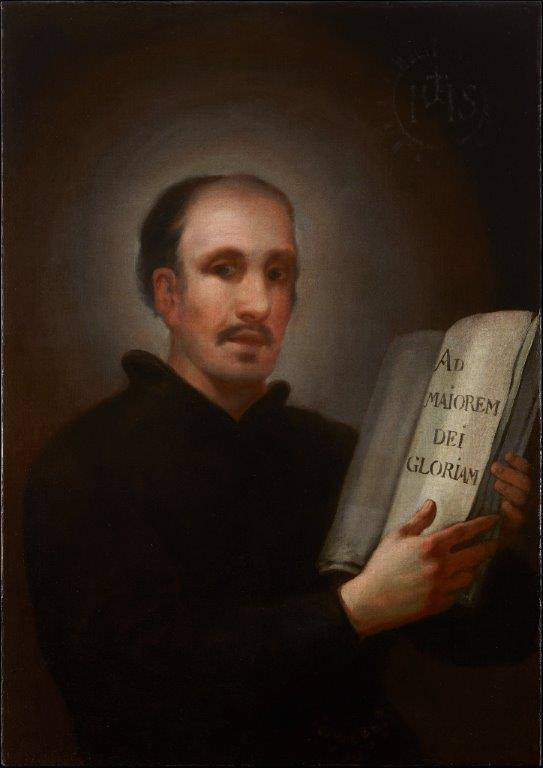
San Ignacio de Loyola (1775-1780), óleo de Francisco de Goya, con la divisa Ad maiorem Dei gloriam (Para la mayor gloria de Dios)

El 15 de agosto de 1534 Ignacio de Loyola, François Xavier, Diego Laínez, Alfonso Salmerón, Nicolás de Bobadilla, Simão Rodrigues y Pedro Fabro se dirigieron a la Cripta del Martirio de San Denis a meditar, allí pronunciaron tres votos: Pobreza, castidad, y peregrinación a Jerusalén. Después de los votos de Montmartre se incorporaron al núcleo inicial tres jóvenes franceses, «reclutados» por Fabro: Claudio Jayo, Juan Coduri y Pascasio Broët. Los diez se encontraron en Venecia y misionaron el norte de Italia a la espera de embarcarse hacia Jerusalén. Al no poder viajar a Palestina debido a la guerra entre Venecia y el Imperio otomano, el grupo se dirigió a Roma. Allí, tras una larga deliberación espiritual, decidieron fundar la Compañía de Jesús, que fue aprobada el 27 de septiembre de 1540 por Paulo III, quien les reconoció como nueva orden religiosa y firmó la bula de confirmación, Regimini militantis ecclesiae (Por el gobierno de la iglesia militante).
El señorío fue vendido en 1569 a Jacques Ligier, tesorero general del cardenal de Borbón, quien edificó una capilla aquí, en honor a la Santa Trinidad. La familia Ligier la mantuvo hasta 1666, año que fue tomado por Abadía real de Montmartre, que desaparecerían con la Revolución francesa.
En 1622, se fundó un priorato alrededor del Martyrium, luego se levantaron nuevos edificios alrededor de un claustro y, en 1686, la comunidad de las damas de Montmartre fue transferida a esta nueva abadía o "abadía desde abajo", Una galería conecta las dos partes del monasterio. La antigua iglesia, dedicada a San Pedro, se convierte en la iglesia parroquial del pueblo junto a la Place du Tertre. Hasta la Revolución, el territorio de Montmartre dependía de la censura de la abadía, que se extendía hacia el sur hasta la Gran Cloaca, mientras que la aldea de Clignancourt era un señorío autónomo.
En el siglo XVIII, varias casas de campo, denominadas “folies”, ocupaban la ladera septentrional de Montmartre: por ejemplo, la Folie Sandrin, el Château des Brouillards, la folie de Montigny, y más al este, el Château Rouge. El plan de Roussel de 1730 muestra claramente el carácter del lugar: la considerable extensión de pozos abiertos, los molinos en la cima de la colina, las casas con jardines en las laderas.

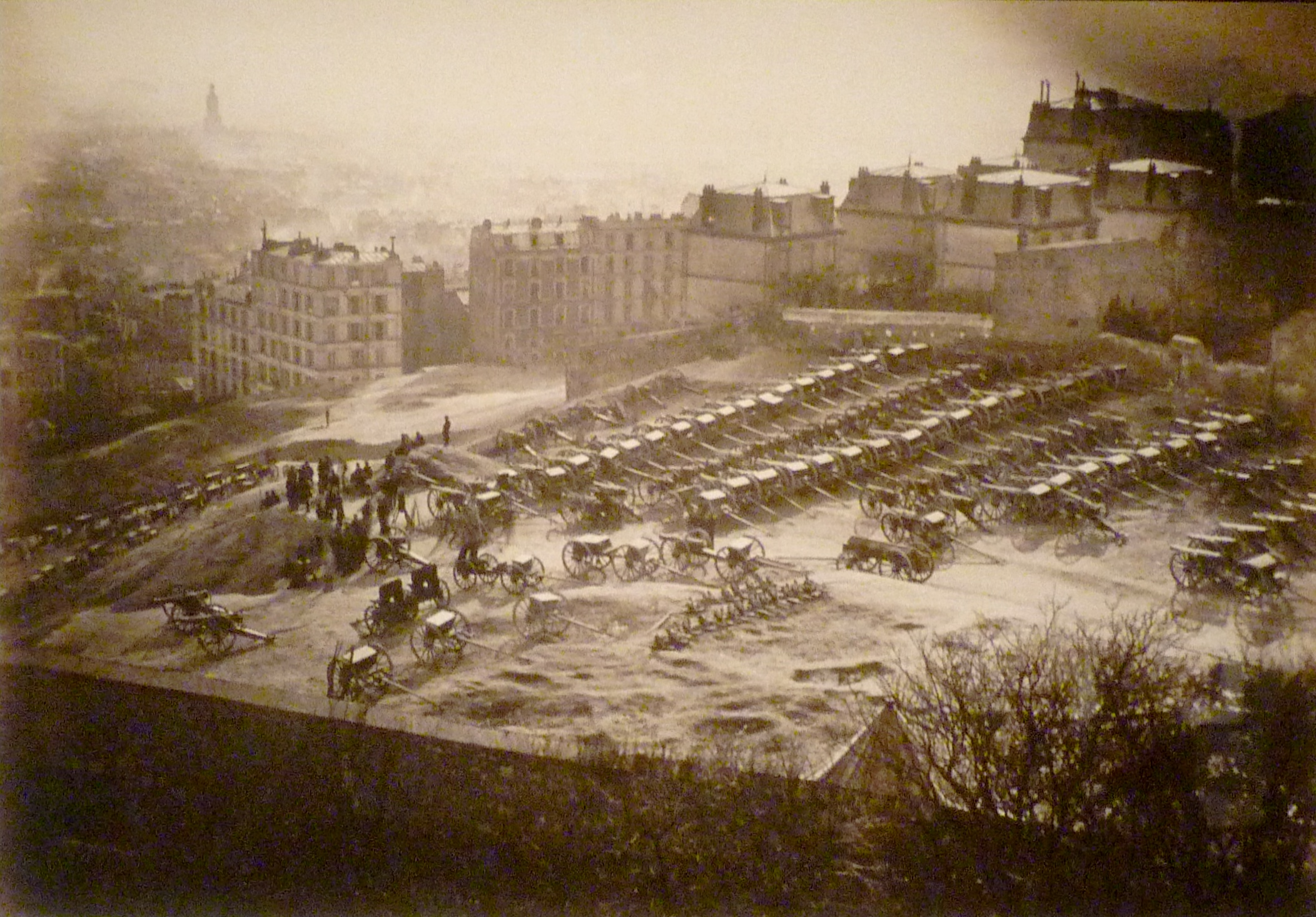
Cañones en Montmartre durante la Comuna de París.

En vísperas de la Revolución, Montmartre tenía unos 400 habitantes. En 1790, la Revolución creó la Comuna de Montmartre, con una superficie reducida en comparación con la de la abadía, los Porcherons y el faubourg Montmartre, dentro del recinto del Fermiers Généraux, se integraron en París. La abadía "desde abajo" fue vendida a albañiles y canteros en 1794. Los edificios fueron demolidos y el suelo destrozado para explotar el yeso.
En la década de 1840, la tierra de la abadía, rellenada, se subdivide. Se abren las calles Antonieta (rue Yvonne-Le-Tac), Gabrielle, Berthe y rue des Trois Frères. A partir de 1844, el parque del "Château Rouge", una hermosa casa construida en 1780, fue subdividido (rue Poulet, Doudeauville, Myrha, Custine).
Las "barreras" del recinto, los bulevares de Clichy y Rochechouart, atraen hasta aquí, como en muchos lugares de París, a los cabarets, las tabernas y los bailes de salón, donde los parisinos se entretinían consumiendo bebidas más baratas que dentro de París. Las bals del Elysée-Montmartre y la Boule Noire datan de 1807 y 1822. 
La aldea de Clignancourt y la comuna de Montmartre se convirtieron en el distrito de Clignancourt en 1860, fecha de la creación del Distrito XVIII de París.
Las construcciones se desarrollan en la parte inferior de las laderas, a menudo en el sitio de los jardines de las casas de campo, entre rue Lepic y rue d'Orsel y, al este, a lo largo de las calles de Clignancourt y Ramey. Rodeado de empinadas laderas y canteras, el pueblo sobre la cima de la colina conserva su carácter rural. La comuna de Montmartre experimentó un fuerte crecimiento demográfico entre 1830 y 1860: su población alcanzó los 40.000 habitantes en 1860, fecha en la cual se integró en París. Para abrir las laderas al norte de la colina, que se había mantenido agrícola, y permitir su construcción, las calles Caulaincourt, Lamarck y Custine se abrieron en 1867. Más al norte, la rue Ordener dividió la rue Marcadet, la carretera principal en el pequeño pueblo de Clignancourt. La Place Jules Joffrin se convertiría en el centro del nuevo distrito con la construcción de la iglesia Notre-Dame de Clignancourt, inaugurada en 1863, y el ayuntamiento del distrito XVIII (1892) que reemplaza el de la Place des Abbesses, antiguo ayuntamiento del pueblo de Montmartre. Todo el distrito fue urbanizado entre 1860 y 1914 (plaza Clignancourt 1912). En 1900, cuando se construyó la Basílica del Sagrado Corazón (1876-1914), la cima de la colina seguía poco construida. Hacia el oeste, el "maquis" era un terreno baldío que donde se agrupaban recolectores de trapos y personas marginales.
|                                     |
| Territorio de Clignancourt en 1707. |

|                                                                           |
| Mapa del XVIII Distrito de París, en el Atlas de París de Fernand Bournon |

|                                                            |
| Carlos el Temerario, portando el Toisón de oro, hacia 1462 |

|                                             |
| La Abadía de Real de Montmartre hacía 1625. |

|                                                        |
| La Basílica de Saint-Denis, sede de la antigua Abadía. |

|                                                                                     |
| Mapa de Clignancourt en 1550, donde se aprecia la Cripta del martirio de San Denis. |

|                       |
| San Dionisio de París |

|                         |
| La Rue de Clignancourt. |

## Basílica del Sacré-Cœur de Montmartre

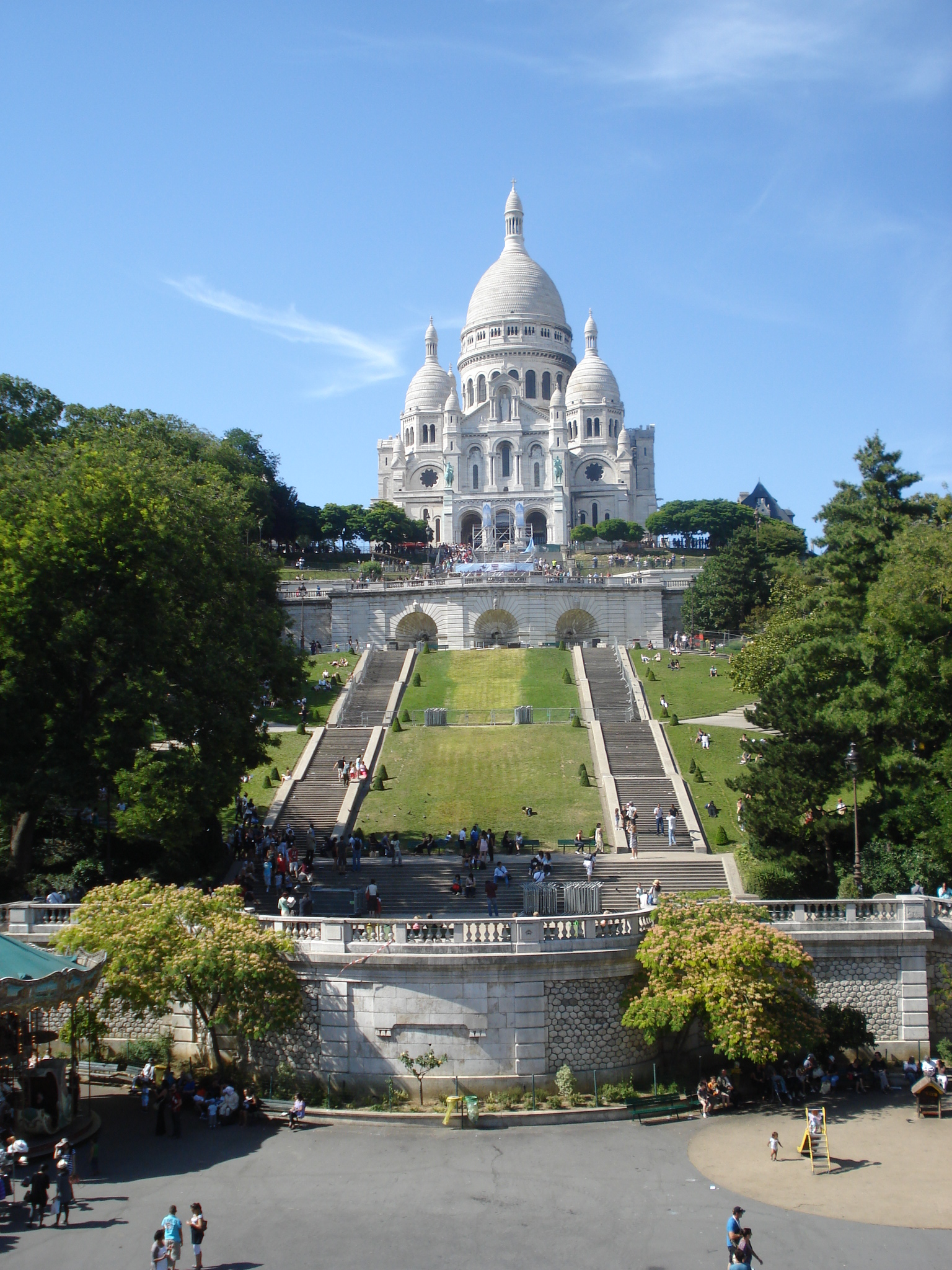
Basílica del Sacré-Cœur

La Basílica del Sacré-Cœur de Montmartre (en francés: Basilique du Sacré-Cœur de Montmartre; pronunciación en francés: /Basilique du Sacré-Cœur de Montmartre/), es un basílica menor, y templo expiatorio y Santuario de adoración eucarística, situado en colina de Montmartre, en Clignancourt, XVIII distrito de París. Su construcción fue decidida por la Asamblea Nacional en 1873, como un edificio religioso a perpetuidad en homenaje a la memoria de los numerosos ciudadanos franceses que habían perdido la vida durante la Guerra franco-prusiana,  y según sus promotores se hacía también para expiar la impiedad del Segundo Imperio francés. Se organizó un concurso para elegir el arquitecto que la diseñaría y fue el arquitecto Paul Abadie quien ganó el concurso para su construcción.
La primera piedra se colocó en 1875, y aunque se completó en 1914, no se consagró hasta el fin de la Primera Guerra Mundial, en 1919. La iglesia fue construida con fondos procedentes exclusivamente de una suscripción popular y en la actualidad es uno de los monumentos más visitados de París.

#### Historia

###### Montmartre, Colina Sagrada
Durante mucho tiempo Montmartre ha sido un lugar de culto, primero fue un centro druida, de paganismo galo,
luego se construyeron templos galo-romanos en honor a Mercurio, y probablemente a Marte; posteriormente, en siglo III, tras el martirio de San Denis, se construyó la Cripta del Martirio de San Denis. En siglo VII se edificó la iglesia de Saint-Pierre de Montmartre, una de las más antiguas de París, para la Abadía real de Montmartre, por el rey Luis VI, y su esposa Adelaida de Saboya.

###### La Basílica
En el contexto de 1870, durante la guerra franco-prusiana, el enfoque de Alexandre Legentil y Hubert Rohault de Fleury es espiritual, prometen construir una iglesia consagrada al Sagrado Corazón de Jesús, “en reparación” (es decir, en penitencia por las infidelidades y los pecados cometidos) porque para ellos las desgracias de Francia provenían de causas espirituales más que políticas.
En una carta dirigida a los sacerdotes de su obispado de Nantes el 4 de septiembre de 1870, el día de la declaración de la Tercera República, el arzobispo Félix Fournier atribuyó la derrota de Francia en la Guerra franco-prusiana de 1870 al castigo divino después de un siglo de decadencia moral, desde la revolución de 1789.
En noviembre de 1870, M. Beluze, miembro del Consejo General de las Conferencias de Saint-Vincent-de-Paul en Lyon, escribió a Adolphe Baudon (1819 - 1888), presidente general de estas Conferencias, para informarle sobre el Voto de los Lyonnais y Sugerir un voto similar para París. Este último propuso una campaña al Universo, el diario de Louis Veuillot (1813 - 1883), que a partir del 13 de diciembre lanzó la sugerencia de una construcción en la colina de Montmartre. A principios de diciembre, el Sr. Baudon, a su vez, le escribió a su brazo derecho Alexandre Félix Legentil (1821 - 1889), miembro del Consejo General de esta misma Sociedad, y se refugió en Poitiers debido a la guerra, para presentarle la idea. proponiendo que la nueva iglesia se dedique a la Virgen. Este último acogió con entusiasmo la propuesta, pero sugirió a su presidente que el santuario se dedique al Sagrado Corazón. Estos últimos, así como los otros miembros del Consejo General de la Sociedad de Saint-Vincent-de-Paul, se mostraron reacios a cambiar este término, temiendo que la devoción al Sagrado Corazón aún no estuviera lo suficientemente extendida. hábitos de piedad de los franceses: es difícil recaudar los fondos necesarios para la construcción de este nuevo santuario. El 8 de diciembre de 1870, Alexandre Félix Legentil, quien mientras tanto se dio cuenta del folleto del Padre de Boylesve, informó a este último de la carta recibida recientemente:

« Mon Révérend Père, Il y a quelques jours, je reçus de M. Baudon, président général de la Société de Saint-Vincent de Paul, une lettre où je remarquais ce passage :

"M. Beluze (fondateur du Cercle catholique du Luxembourg), en m’annonçant que Lyon avait fait le vœu de rebâtir Notre-Dame de Fourvière, dans le cas où la ville serait épargnée, proposerait un vœu analogue pour Paris. Qu’en pensez-vous ? Cela serait bien beau, mais bien difficile. Cependant, il ne manque pas d’églises à bâtir dans les quartiers annexés, et Notre-Dame de la Délivrance ne serait pas un titre vain, si on obtient cette délivrance."
Je répondis sur-le-champ à M. Baudon, que j’accueillais avec grand plaisir cette idée, et que je souscrirais certainement, dans la mesure de mes ressources, à l’érection d’une telle église,… ou d’une église dédiée au Sacré-Cœur.
Monsieur Baudon insiste sur le vœu de bâtir une église à Paris, soit sous le vocable du Sacré-Cœur, soit sous celui de Notre-Dame de la Délivrance, et il fait observer, avec raison, qu’il serait utile de créer une paroisse dans un des quartiers qui en manquent le plus, parce qu’on serait, par-là, plus sûr de l’appui de l’Archevêché, lequel est indispensable.
"Mi reverendo padre: Hace unos días, recibí del Sr. Baudon, presidente general de la Sociedad de San Vicente de Paúl, una carta en la que noté este pasaje:

"El Sr. Beluze (fundador del Círculo Católico de Luxemburgo), al anunciarme que Lyon había hecho la promesa de reconstruir Notre-Dame de Fourvière, en caso de que la ciudad se salvara, propondría un deseo similar para París. Crees que estaría bien, pero es muy difícil. Sin embargo, no hay escasez de iglesias para construir en los distritos anexos, y Notre-Dame de la Délivrance no sería un título vano, si obtenemos esta liberación ".
Respondí de inmediato a M. Baudon, que acogí con agrado esta idea con gran placer, y que ciertamente suscribiría, en la medida de mis recursos, a la construcción de tal iglesia, ... o de un Iglesia dedicada al Sagrado Corazón.
El Sr. Baudon insiste en el deseo de construir una iglesia en París, ya sea bajo el término del Sagrado Corazón o bajo el de Nuestra Señora de la Liberación, y señala, con razón, que sería útil crear una parroquia. en uno de los barrios que más lo carecen, porque eso nos haría estar más seguros del apoyo de la Arquidiócesis, que es esencial.
Alexandre Legentil

Esta carta fue capaz de inspirar un deseo hecho en diciembre del mismo año por el filántropo Alexandre Legentil frente a su confesor, el padre Gustave Argand, en la capilla del colegio Saint-Joseph en Poitiers, del cual este último era el rector. Una urna en una columna en la parte inferior de la capilla de los muertos en la cripta nos recordó que este deseo fue el origen de la construcción de la Basílica del Sagrado Corazón de Montmartre. 
Alexandre Legentil escribió en enero de 1871 este voto personal:

En présence des malheurs qui désolent la France et des malheurs plus grands peut-être qui la menacent encore. En présence des attentats sacrilèges commis à Rome contre les droits de l'Église et du Saint-Siège, et contre la personne sacrée du Vicaire de Jésus-Christ nous nous humilions devant Dieu et réunissant dans notre amour l'Église et notre Patrie, nous reconnaissons que nous avons été coupables et justement châtiés. Et pour faire amende honorable de nos péchés et obtenir de l'infinie miséricorde du Sacré-Cœur de Notre-Seigneur Jésus-Christ le pardon de nos fautes ainsi que les secours extraordinaires, qui peuvent seuls délivrer le Souverain pontife de sa captivité et faire cesser les malheurs de la France. Nous promettons de contribuer à l'érection à Paris d'un sanctuaire dédié au Sacré-Cœur de Jésus
En presencia de las desgracias que asolan a Francia y quizás de desgracias aún mayores que aún la amenazan. En presencia de los ataques sacrílegos cometidos en Roma contra los derechos de la Iglesia y de la Santa Sede, y contra la persona sagrada del Vicario de Jesucristo, nos humillamos ante Dios y unimos en nuestro amor a la Iglesia y a nuestra Patria. Reconocemos que hemos sido culpables y correctamente castigados. Y para reparar nuestros pecados y obtener de la infinita misericordia del Sagrado Corazón de Nuestro Señor Jesucristo, el perdón de nuestras faltas, así como la ayuda extraordinaria, que solo puede liberar al Soberano Pontífice de su cautiverio y poner fin a Las desgracias de Francia. Prometemos contribuir a la construcción en París de un santuario dedicado al Sagrado Corazón de Jesús
Alexandre Legentil

A finales de 1872: el cardenal Guibert, arzobispo de París, aprueba este deseo y elige Montmartre.
Acabando el año de 1873, se obtuvo una ley de la Asamblea Nacional que declaraba la Basílica de utilidad pública, permitiendo así que el terreno se utilizara para la construcción de una iglesia. En ese momento, la construcción de una basílica dedicada al Corazón de Cristo contrastaba con la serie de basílicas dedicadas a María construidas durante el mismo período: el Santuario de Lourdes, Notre-Dame de Fourvière en Lyon, Notre-Dame de la Garde en Marsella, etc.
Las obras se financiaron mediante colecciones de donaciones en toda Francia, a menudo ofrendas modestas, cuyos nombres de donantes están tallados en piedra.
El 16 de junio de 1875, el arzobispo de París, el cardenal Guibert, colocó la primera piedra de la basílica, de mármol rosa de Bouère, no lejos del antiguo molino de la Galette, de ahí el apodo dado a la basílica por la gente de Montmartre, "Notre Dame de la Galette" . El trabajo está a cargo de la congregación oblata de María-Inmaculada.
Destruida en 1874, la torre Solférino estaba en la ubicación aproximada actual de la basílica.
Se necesitaron meses para consolidar los cimientos, las galerías subterráneas y el colapso de la tierra requirió la construcción de 83 pozos con una profundidad de 33 metros. Rellenos de hormigón y conectados por arcos, que actúan como pilares que buscan la capa sólida debajo de la arcilla. El 3 de marzo de 1876, el arzobispo de París inauguró una capilla temporal junto a las obras. En 1878 comenzó la construcción de la cripta y en 1881 la de la basílica. El interior de la nave se inauguró el 5 de junio de 1891. La Tercera República fundamentalmente anticlerical quiso quitarle a la Iglesia el disfrute de la basílica y transformarla en una casa popular o en un teatro. En aras del apaciguamiento, el gobierno de Clemenceau aprobó la ley del 13 de abril de 1908, que puso fin al secuestro del Sacré-Cœur, de manera que se convirtió en propiedad de la ciudad de París y no pudo ser abandonado, excepto bajo la nueva ley 33.
Rauline y Magne mantienen el plan original de Paul Abadie pero agregan elementos neorrenacentistas (formas de ventanas semicirculares, cúpulas delgadas) . Mientras que Abadie planeó cúpulas hemisféricas romano-bizantinas, Magne las reemplazó con cúpulas alargadas del Neorrenacimiento, que les dieron una forma ovalada. Este cambio en el mensaje arquitectónico original apunta a corregir la distorsión óptica que sienten los peregrinos en la plaza de la iglesia: las cúpulas carecen de altura, por lo que el impulso hacia el cielo desaparece, oculto por los cimientos del santuario.
Las vidrieras instaladas entre 1903 y 1920 fueron destruidas durante la Segunda Guerra Mundial y reemplazadas por vidrieras contemporáneas. El campanario (torre de la linterna que, con la cruz que lo domina, tiene 91 m de altura) se completó en 1912, pero no fue hasta 1914 cuando se completó toda la fachada. La consagración de la iglesia y su elevación a la dignidad de una basílica menor, inicialmente planificada para el 17 de octubre de 1914, se pospuso debido a la entrada en guerra, pero tuvo lugar el 16 de octubre de 1919, celebrado por el cardenal Vico, en presencia del cardenal Amette, arzobispo de París, y muchos obispos, dignatarios eclesiásticos, miembros del clero, figuras civiles y fieles simples. El edificio se completó oficialmente en 1923 con el acabado de la decoración interior, en particular los mosaicos del ábside. La década de 1930 vio el comienzo de la construcción de anexos, sacristías, oficinas y dormitorios para acomodar a los peregrinos. El edificio no se completó definitivamente hasta después de la Segunda Guerra Mundial, cuyo bombardeo destruyó las vidrieras. En total, el programa costó seis veces más de lo esperado y duró más de medio siglo.

## Lugares Turísticos

#### Funicular de Montmartre

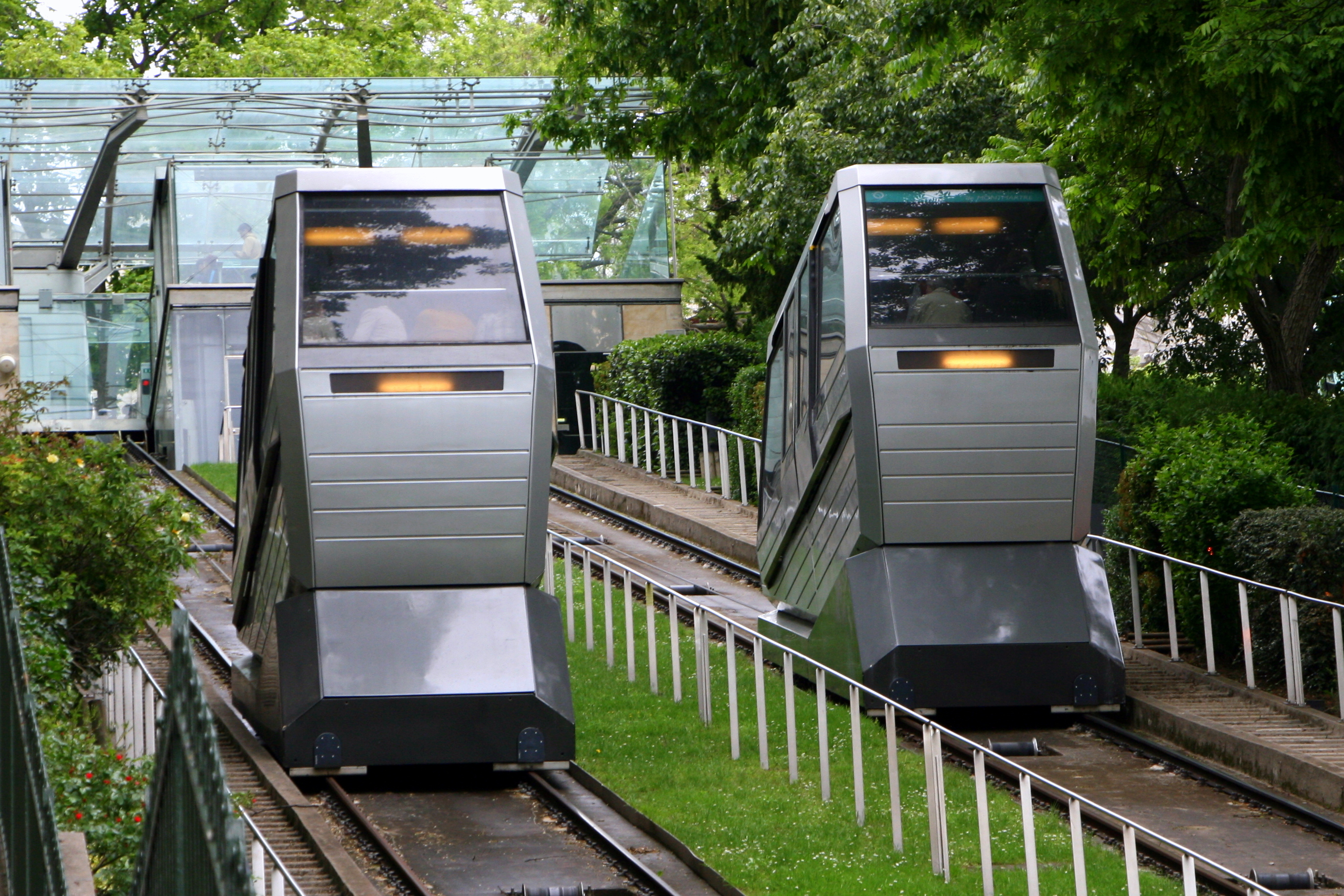
Funiculares de Montmartre

El funicular de Montmartre, es un pequeño tren funicular automático de dos cabinas en el distrito XVIII de París, que permite ascender la butte de Montmartre, desde la base de la colina hasta el Sacré-Cœur, y viceversa. Está gestionado por la R.A.T.P. (Red Autónoma de Transportes de Paris), y fue inaugurado el 13 de julio de 1900, aunque el actual es una versión restaurada con posterioridad.
Construido por Akros, el tren actual es eléctrico y entró en servicio el 1 de junio de 1991. Tiene dos cabinas independientes con capacidad para 60 personas cada una. Puede trasladar a 2.000 pasajeros por hora en ambas direcciones. Un viaje en cada sentido, que cubre una distancia vertical de 36 metros y horizontal de 108 metros, requiere aproximadamente algo menos de 90 segundos. El funicular proporciona una alternativa a las múltiples escaleras de más de 300 peldaños que conducen a la cima de la colina.

#### Iglesia de Saint-Pierre de Montmartre

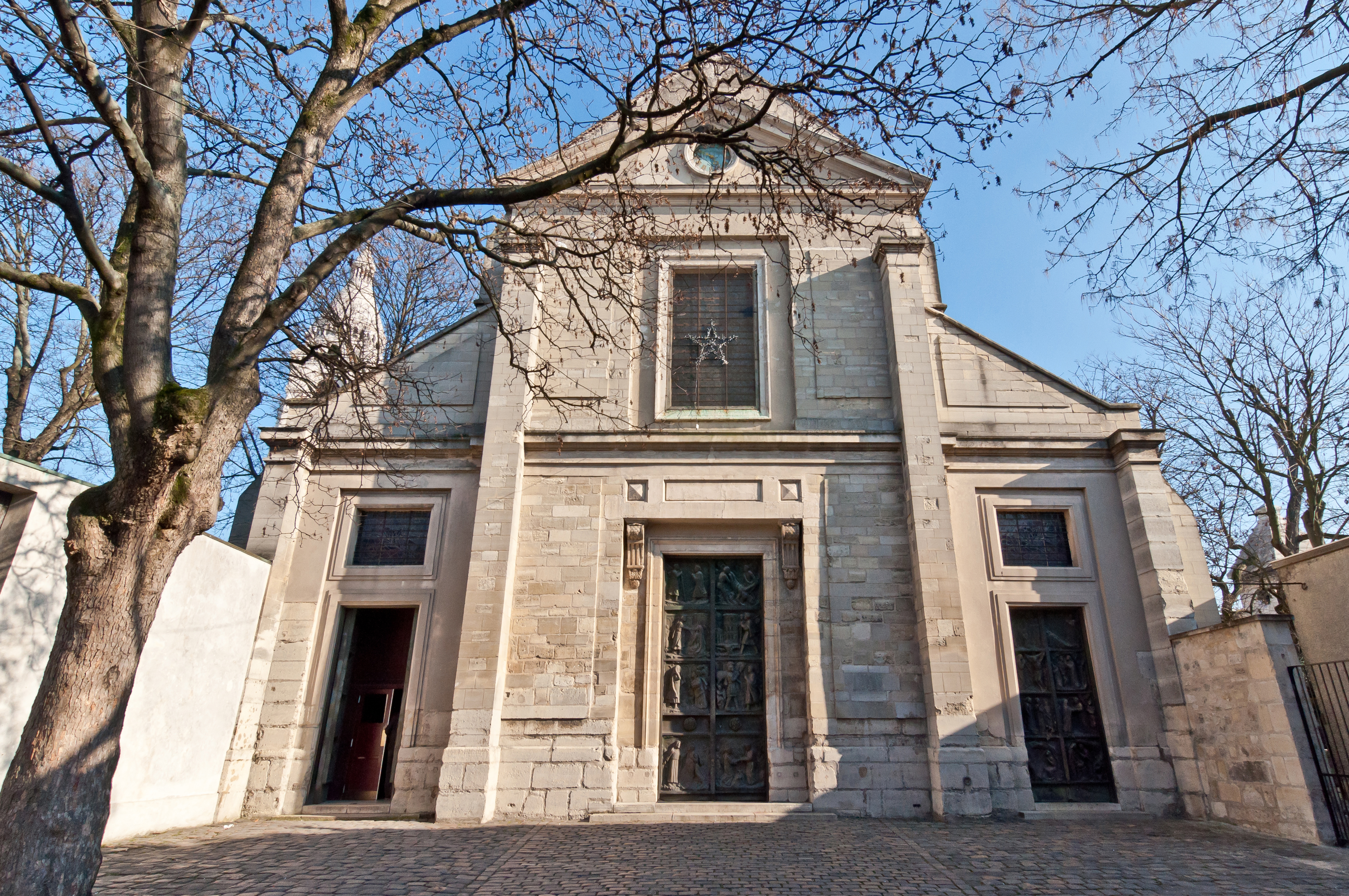
Iglesia de Iglesia de Saint-Pierre de Montmartre

La iglesia Saint-Pierre de Montmartre es una iglesia parroquial católica en la cima de la colina de Montmartre, en la rue du Mont-Cenis, al oeste de la basílica del Sacré-Cœur. Es una de las dos iglesias parroquiales católicas de la colina junto con la iglesia de Saint-Jean de Montmartre, y desde la Revolución Francesa representa la iglesia parroquial más antigua de París después de la de Saint-Germain-des-Prés. Sucede a una basílica merovingia dedicada a San Denis, cinco capiteles y cuatro columnas de se reutilizaron en la iglesia actual, las columnas a su vez provenían de un antiguo templo. Muy deteriorada a principios del siglo XII, la antigua basílica fue adquirida por el rey Luis el Gordo en 1133, quien la reemplazó por una nueva iglesia románica consagrada en 1147 por el papa Eugenio III. La reina Adelaida de Saboya fundó al mismo tiempo una abadía de monjas benedictinas al sur de la iglesia, conocida como la abadía real de Montmartre. La iglesia es, por lo tanto, parroquial y abadía al mismo tiempo.

#### Place du Tertre

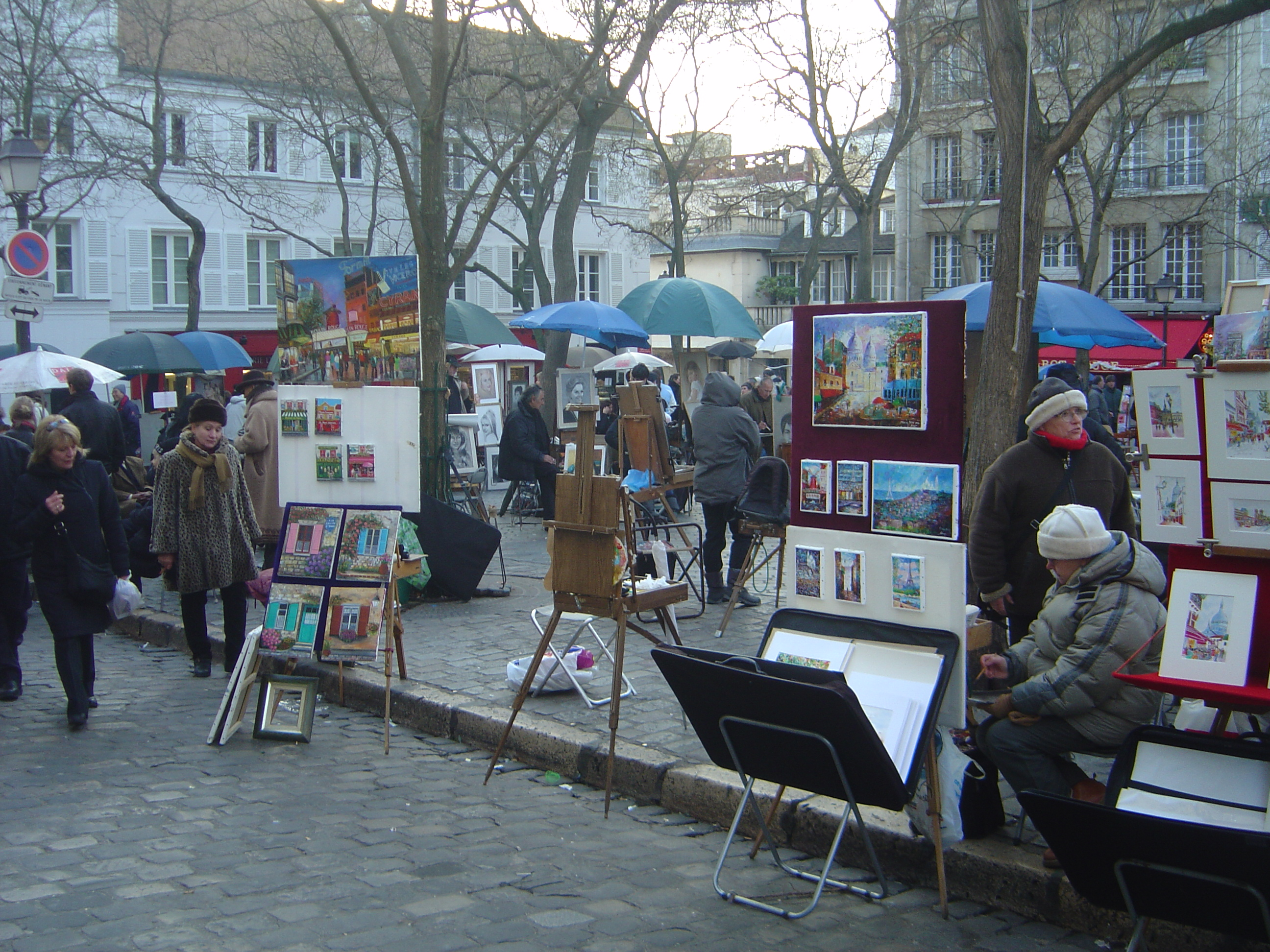
Escenario común de la Place du Tertre

La Place du Tertre (literalmente "de la colina") es una pintoresca plaza arbolada ubicada en Montmartre, a pocos pasos de la Iglesia Saint-Pierre de Montmartre y la más que famosa basílica el Sagrado Corazón, símbolo de la colina parisina. Tiene la característica de ser el punto de encuentro de pintores y caricaturistas que hacen retratos para los turistas que frecuentan la plaza, y también albergaba las casas de Picasso y Utrillo. Se puede llegar a través de la red de carreteras normal que conecta el vecindario con el resto de la ciudad, también a través de la Rue du Calvaire, una de las escaleras que caracterizan a Montmartre. Tiene vistas al antiguo restaurante À la Mère Catherine, fundado en 1793. Aquí, según la tradición, nació el término "bistrot". Se dice que, en 1814, los cosacos rusos se detuvieron en este lugar durante una estancia en París. Ellos, al ordenar bebidas, incitaron a los anfitriones a darse prisa, gritando "¡bystro!" (en cirílico "быстро!", que significa precisamente "rápido, rápido"). Hoy en día, un bistró significa un restaurante, incluso si el origen del nombre sigue siendo controvertido.

#### Maison Dalida

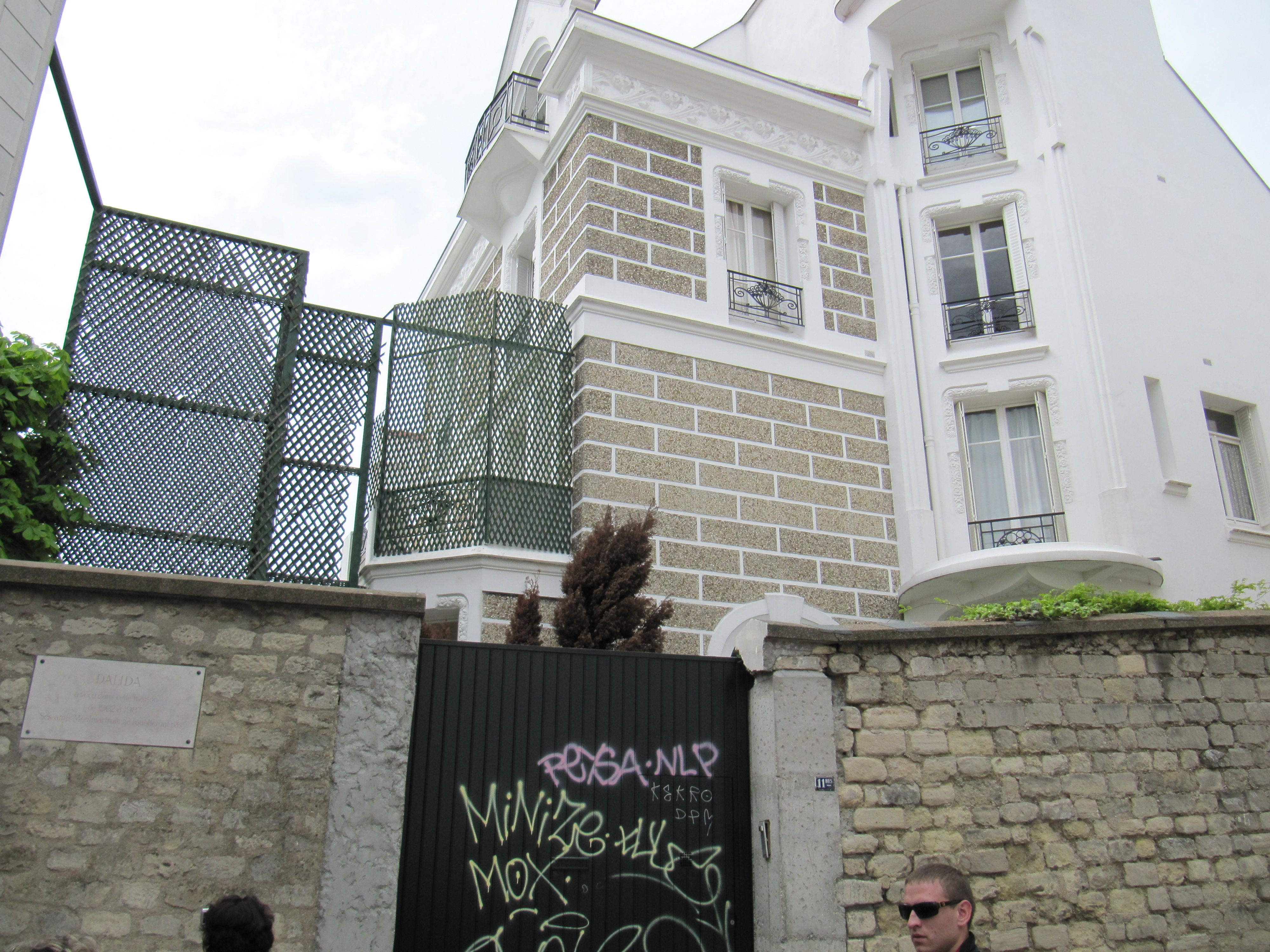
La Maison Dalida

Situada en el nº 11 bis de la Rue d'Orchampt, la casa Dalida (en francés: Maison Dalida) es la casa en la que habitó la cantante egipcia, de origen italiano, Dalida, quién habitó desde 1967, hasta su suicidio por sobredosis de barbitúricos, en 1987.
Iolanda Cristina Gigliotti (El Cairo, Reino de Egipto, 17 de enero de 1933 - París, Francia, 3 de mayo de 1987) fue una actriz, cantante, bailarina y empresaria francesa, fue Miss Egipto en 1954, y el día 25 de diciembre se mudó a París, al apartamento de un amigo, donde fue vecina del por aquel entonces desconocido actor francés Alain Delon. En mayo de 1962 su deseo de espacio y libertad, la llevó hasta Montmartre, hasta la Rue d'Orchampt. De estilo 1900, Louis-Ferdinand Céline, un reconocido escritor francés, había vivido aquí desde 1929 hasta la Liberación, en 1944, Jean-Paul Belmondo. En la actualidad es bastante visitado por fanáticos y turistas, junto con la tumba de Dalida (18º división del cementerio de Montmartre), y su busto, en la place Dalida (en el Barrio Grandes-Carrières), los últimos dos, obra de Alain Aslan, las tres locaciones ubicadas en el XVIII distrito de París.

#### Plaza Louise-Michel

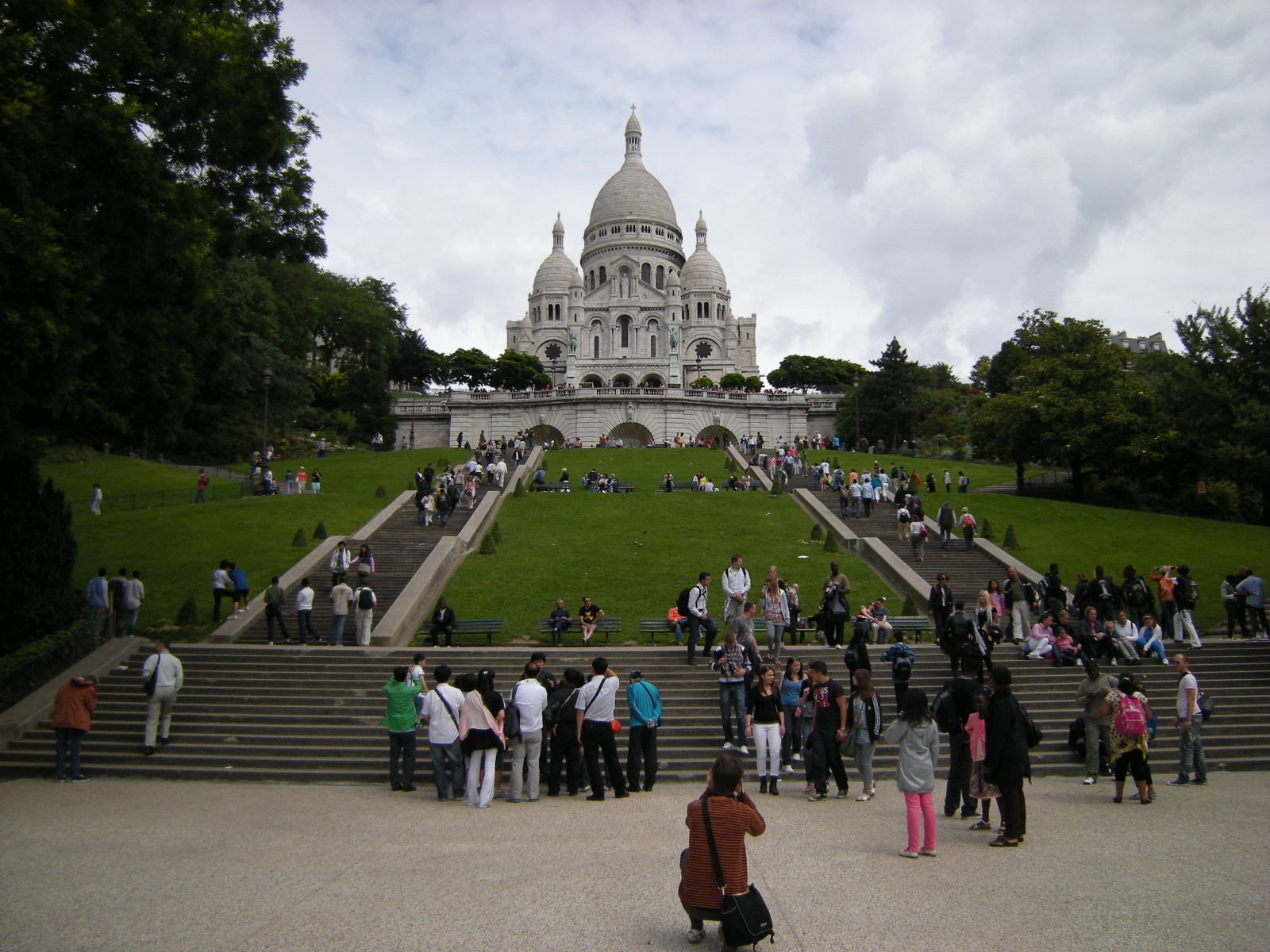
La Place Louise-Michel, al fondo el Sacré-Cœur.

Mejor conocida por sus 222 escalones que conducen a la Basílica del Sagrado Corazón, la plaza Louise-Michel (nombrada así en honor a Louise-Michel, fue una educadora, poeta y escritora anarquista francesa, una de las principales figuras de la Comuna de París.) fue construida en 1927 y se extiende hacia arriba a lo largo de la colina de Montmartre. Una red de senderos suavemente inclinados corre a lo largo de los jardines, proporcionando una alternativa para las personas que no desean subir la empinada escalera. La plaza es muy popular entre los visitantes porque ofrece una vista impresionante de París y es frecuentada por artistas que vienen a entretener a las multitudes. La plaza Louise Michel cuenta con exuberante vegetación y monumentos históricos para admirar como parte de un recorrido por Montmartre, que incluye una fuente de Paul Gasq, dedicada a los dioses del océano. También hay una variedad de especies arbóreas que incluyen el castaño de indias, la nuez de ala, la langosta, la higuera y la magnolia, así como dos magníficos naranjos de 17 metros de altura.

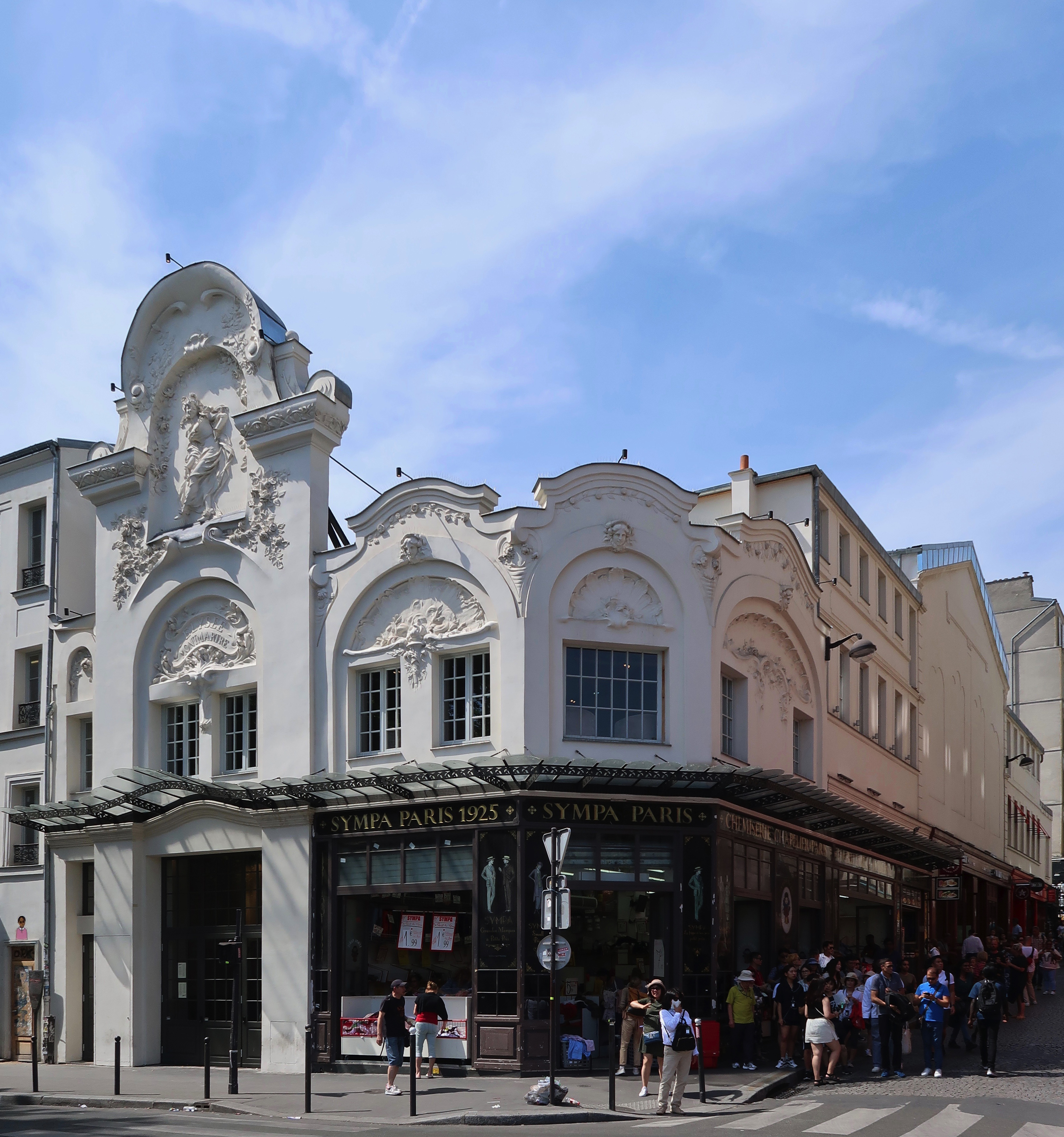

#### Sala de Los Elíseos de Montmartre
El Élysée Montmartre es una sala de espectáculos parisina ubicada en el boulevard de Rochechouart, en el corazón del distrito de Montmartre e inaugurada en 1807. Cerrada en 2011 debido a un incendio, reabrió el 15 de septiembre de 2016.
Inaugurado en 1807, el Élysée-Montmartre fue en sus inicios un salón de baile, donde se practicaba un nuevo estilo de baile: la cuadrilla naturalista, o cancán, ejecutada notablemente por Valentin le Désossé o Grille d'Égout. Joseph Oller y Charles Zidler, después de haber oído hablar del éxito de los cuadriláteros en el Élysée-Montmartre y que desean conciliar la "buena sociedad" con este tipo de espectáculo, fueron a contratar a un gran número de artistas del Élysée Montmartre para la inauguración en octubre de 1889 de su nuevo establecimiento: el Moulin-Rouge. El Élysée-Montmartre es también una fuente de inspiración para pintores y artistas de Montmartre. Por ejemplo, Toulouse-Lautrec pintará muchas pinturas allí. En 1897, el Élysée-Montmartre fue restaurado por su nuevo propietario: la pelota se separó del café-conc. Por un lado, las torres de canciones, revistas y otros poetas compositores, y por otro, las salas de baile y de patinaje. Para hacer esto, el arquitecto Édouard Niermans reutilizó la estructura del pabellón francés construido por Gustave Eiffel para la Exposición Universal de 1889. Después de un incendio en 1900, la sala pasará a estar adornada con decoraciones de estilo moderno y también con decoración rococó.El Élysée-Montmartre acogerá, a partir de 1949, peleas de boxeo y lucha libre, y luego habrá espectáculos de striptease.

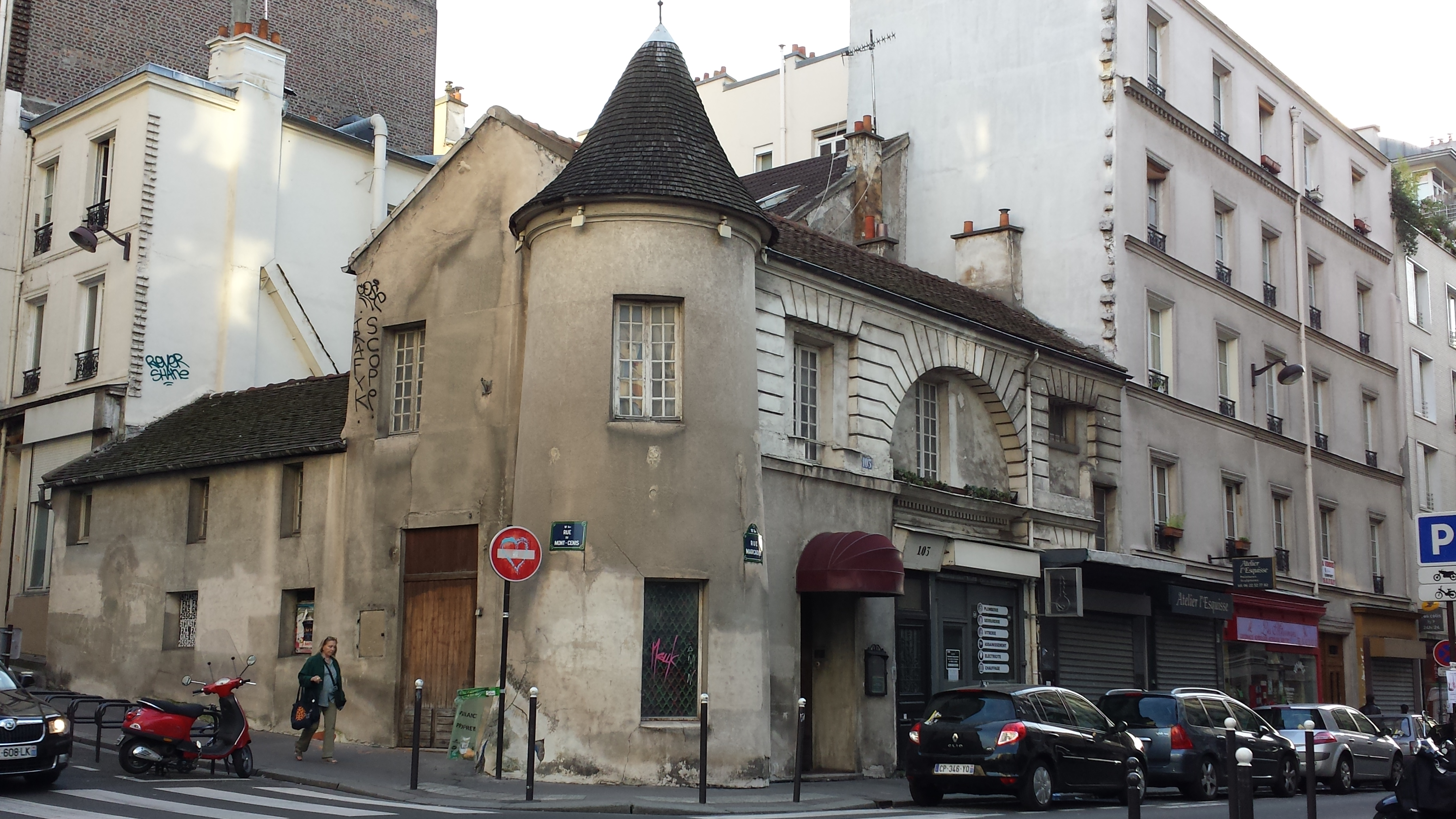
La “Manufactura de Porcelana de Clignancourt ”

#### Manufactura de Porcelana de Clignancourt
La fábrica de porcelana Clignancourt es una fábrica que producía porcelana a fines del siglo XVIII. Fue puesta bajo la protección del conde de Provenza, hermano del rey, y futuro Luis XVIII. También se la llama comúnmente la Manufactura de Monsieur, en referencia a su ilustre protector. Los restos del edificio fueron declarados monumento histórico el 31 de mayo de 1965.
Habiéndose descubierto depósitos de caolín en Francia en la década de 1760, se crearon fábricas de porcelana. La Fábrica Real de Sèvres tenía el monopolio y las nuevas fábricas se colocaron bajo la protección de “Grandes personajes”. El conde de Provenza otorgó su patente el 25 de octubre de 1775. A partir de esta fecha, la porcelana de Clignancourt adoptó la marca de L. S. X. (siglas de Louis Stanislas Xavier, Conde de Provenza)

#### Muro de los "Te amo"

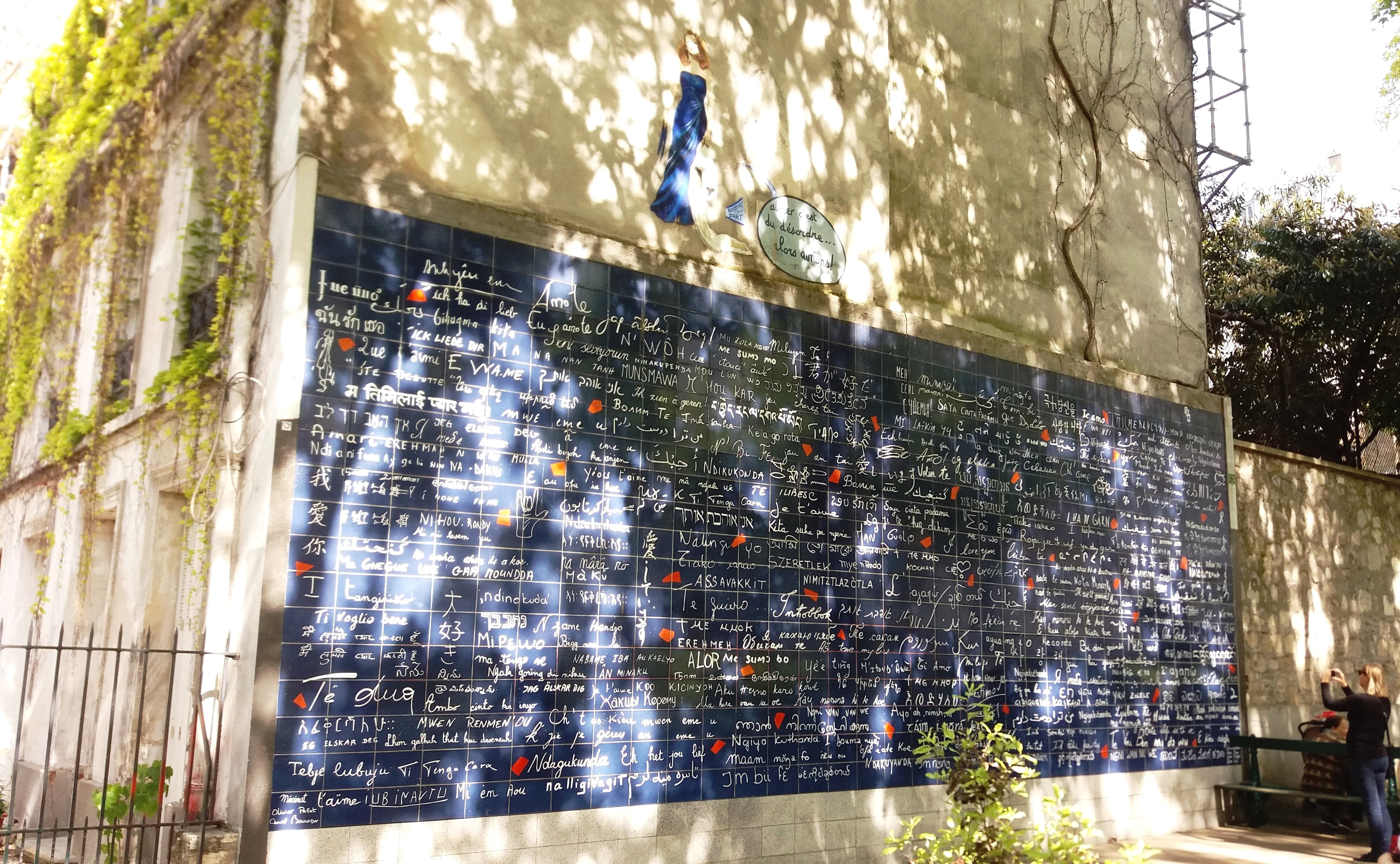
El muro de los "Te amo"

El muro de los Te amo (en francés: Mur des Je t'aime) es una obra de Frédéric Baron y Claire Kito, ubicada cerca de la plaza de los abbesses. En palabras de los creadores, el muro es «un nexo de unión, un lugar de reconciliación, un espejo cuya imagen es el amor y la paz.». El mural ocupa 40 m² de una pared de la plaza Jehan-Rictus, está compueso por 612 baldosas de lava esmaltada, que reproducen 311 «Te amo», en 250 idiomas, tanto lenguas comunes (el francés, griego, italiano, hebreo, o esperanto), como olvidadas o minoritarias (el navajo, el inuit, el bambara...). 
Frédéric Baron primero le pide a su hermano, y luego a los vecinos extranjeros, que escriban estas palabras de amor en su idioma y de esta manera recoge "Te amo" en más de 300 idiomas y dialectos del mundo entero. La obra fue inaugurada en otoño del 2000.

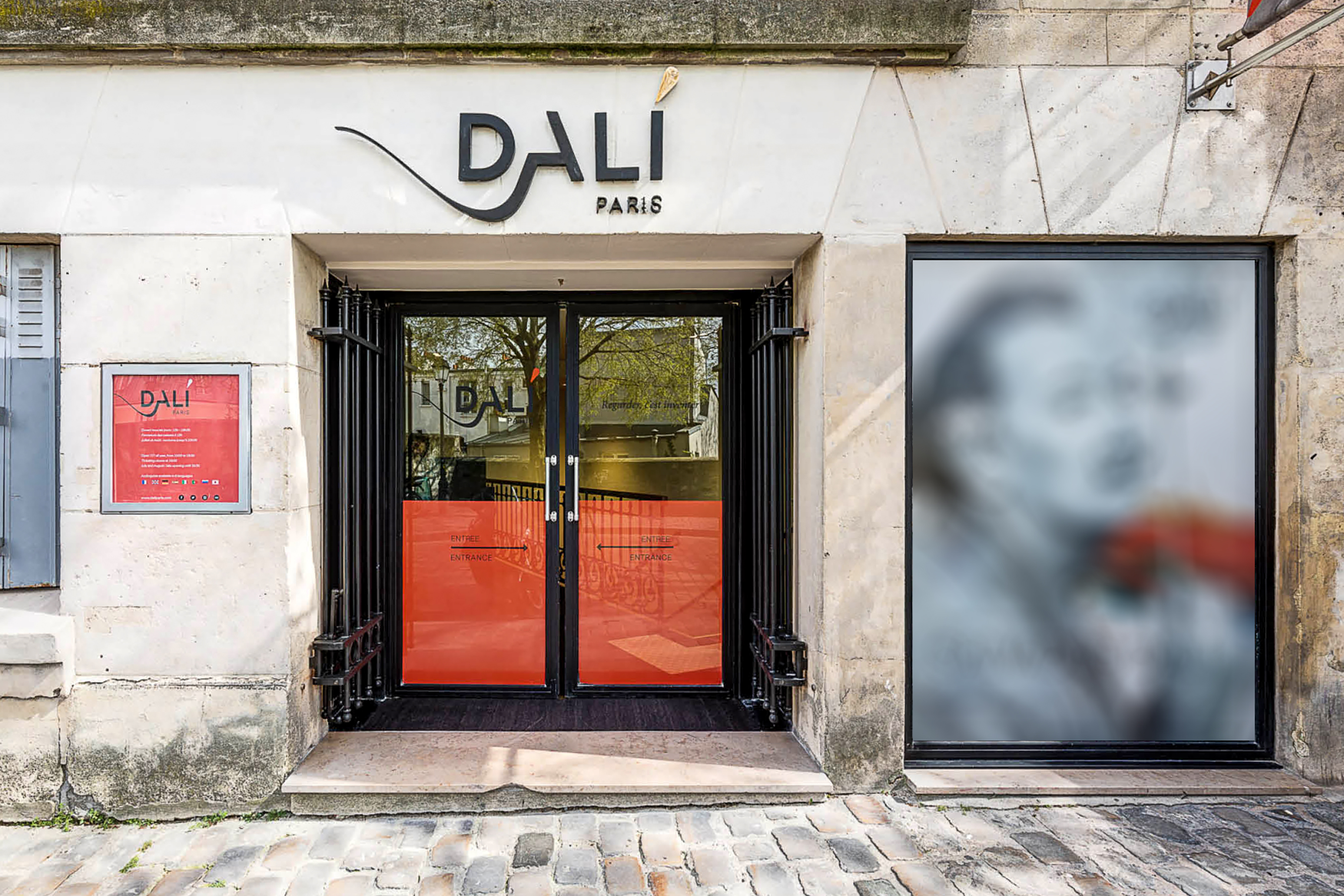
Entrada del “Dalí París

#### Dalí París
El Dalí París, es un museo expone obras únicas de Salvador Dalí, en particular esculturas y grabados.El museo abrió al público el 13 de junio de 1991, con el nombre de Espace Montmartre, como colección particular y privada del galerista italiano Beniamino Levi, a la que acudieron numerosas personalidades del mundo del arte y de la política, entre ellos, el entonces ministro de Cultura francés, Jack Lang. En 2018, como celebración de su veinticinco aniversario, se realizó una pequeña intervención que obligó a cerrar el espacio durante cuatro meses, abriéndolo de nuevo al público en abril del mismo año, con la organización interna totalmente renovada. El museo cuenta con más de 300 obras de la colección Dalí Universe, que representa el mundo onírico de uno de los mayores artistas del siglo XX. La colección revela las realizaciones en tercera dimensión de las imágenes surrealistas más famosas del artista. Sus famosas esculturas originales tales como el Elefante espacial o Alicia en el País de las maravillas, o, Moisés y el monoteísmo, Memoria del Surrealismo, etc.

#### Museo de Montmartre

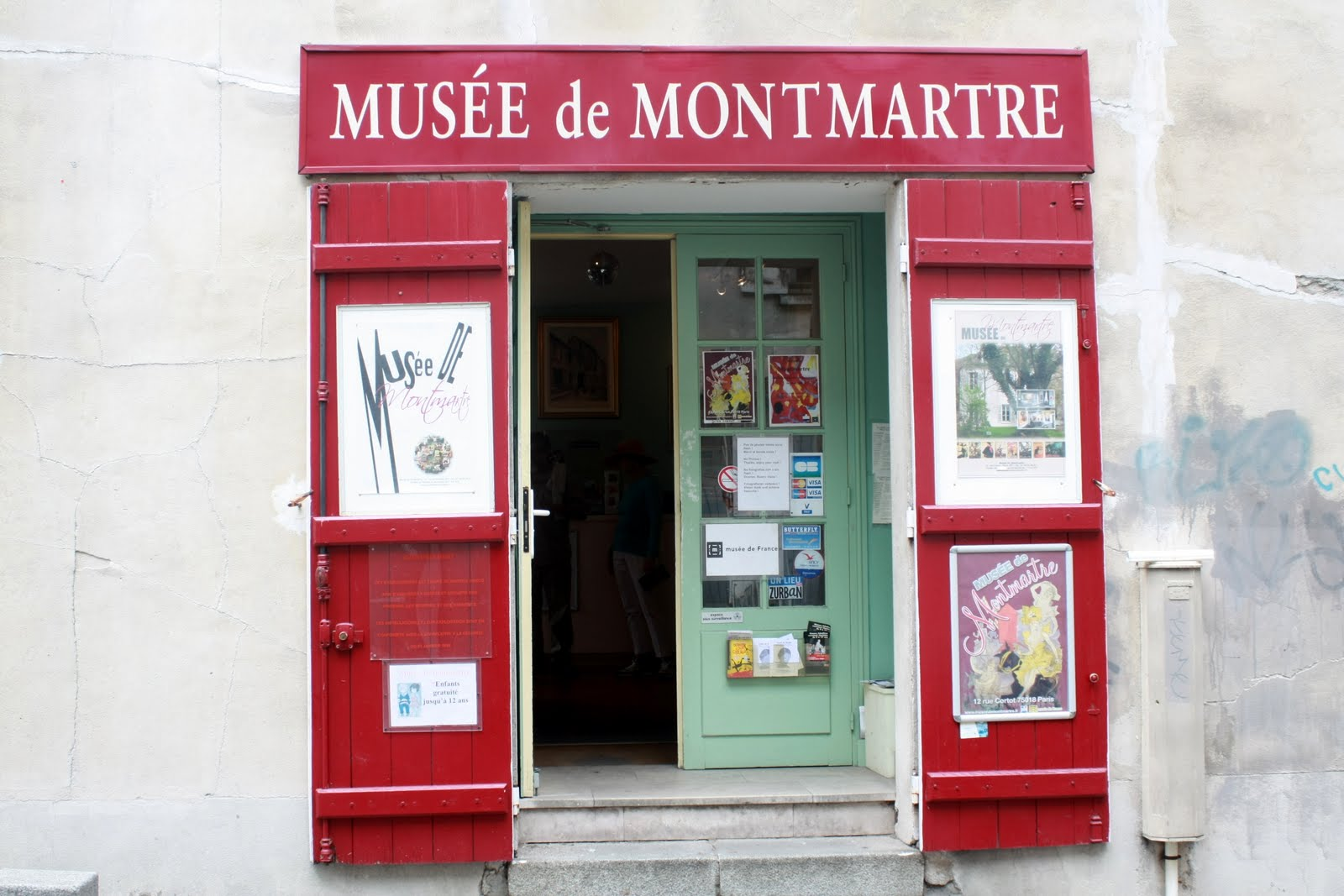
entrada del Museo de Montmartre.

El Museo de Montmartre - Jardins Renoir es un museo de arte francés, específicamente montmartrois, ubicado en París, en el Distrito XVIII de París. Inaugurado en 1960, fue renovado a partir de 2011 y acoge varias exposiciones temporales anuales.
Ubicado de los números 8 al 14 de la Rue Cortot, es un complejo de edificios, que incluyen el Hôtel Demarne, y la Maison du Bel Air. El número 12 de la Rue Cortot fue la vivienda del artista, Auguste Renoir, que estableció su taller en 1876. Durante ese tiempo pintó obras tan significativas como Baile en el Moulin de la Galette, El columpio, y Jardin de la Rue Cortot à Montmartre. Igualmente, vivieron ahí Suzanne Valadon; su hijo Maurice Utrillo; su marido, el pintor André Utter; Émile Bernand; Othon Friesz; Raoul Dufy; Démétrios Galanis; Francisque Poulbot; Léon Bloy y Pierre Reverdy.

#### Apartamento de Théo Van Gogh

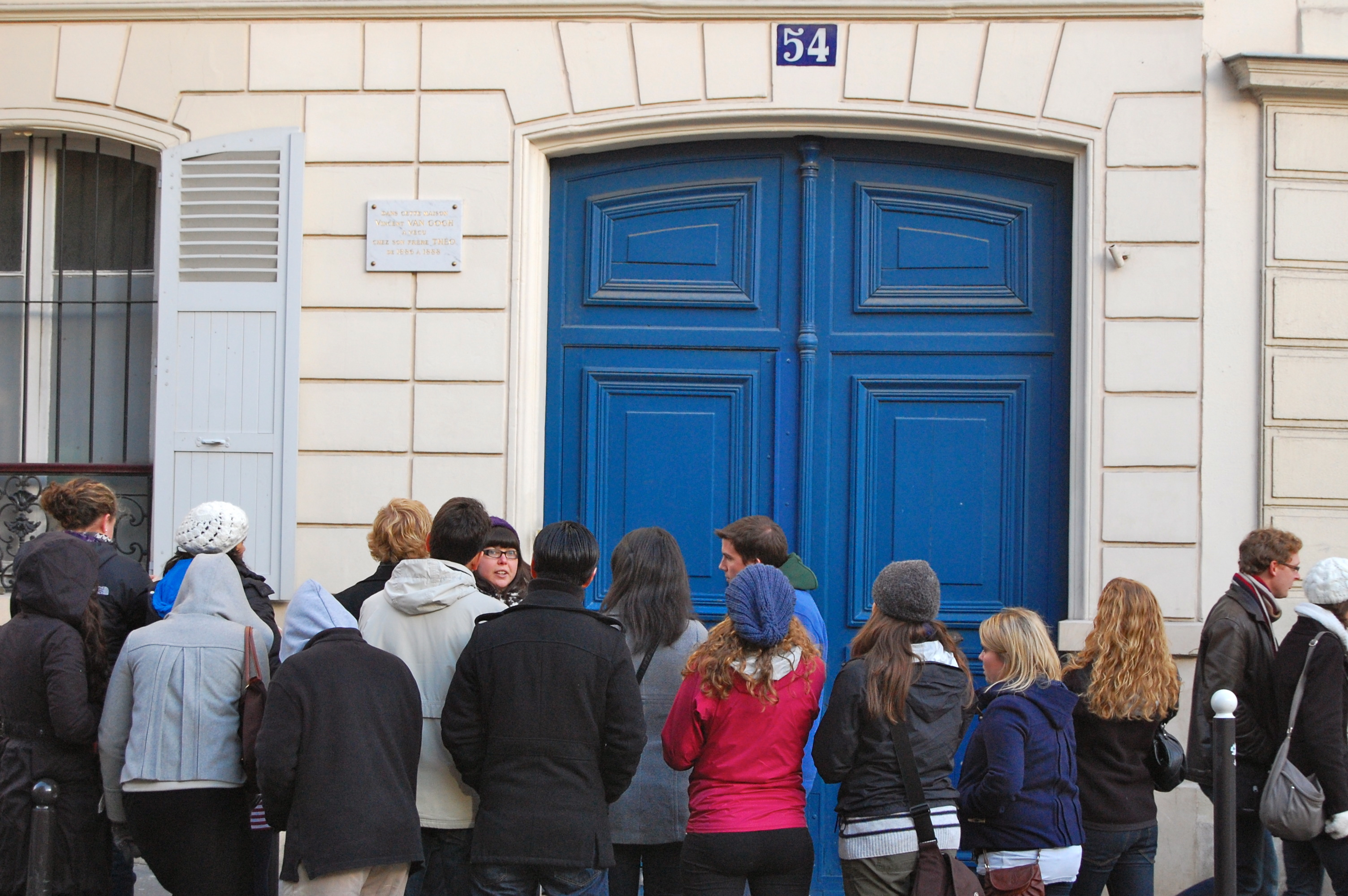
nº 54 de la Rue Lepic, donde vivieron Theo y Vincent van Gogh, y Armand Guillaumin.

Ubicado en el número 54 de la Rue Lepic, el edificio fue hogar del marchante de arte, Théo van Gogh, y su hermano, Vincent van Gogh, se mudaron en junio de 1886, al tercer piso, antes vivían en la Rue Laval (ahora llamada Victor Massé), van Gogh pintó muchos cuadros del paisaje de su ventana en esta apartamento, Vincent vivió aquí hasta 1888, cuando se mudó Arnold Koning junto Théo, también vivió en el primer piso, Armand Guillaumin.
En la actualidad el edificio es visitado por cientos de turistas que llega a ver el lugar en que habitó van Gogh y su hermano, además en el lugar hay un placa en honor a los hermanos van Gogh.

#### Plaza Émile-Goudeau

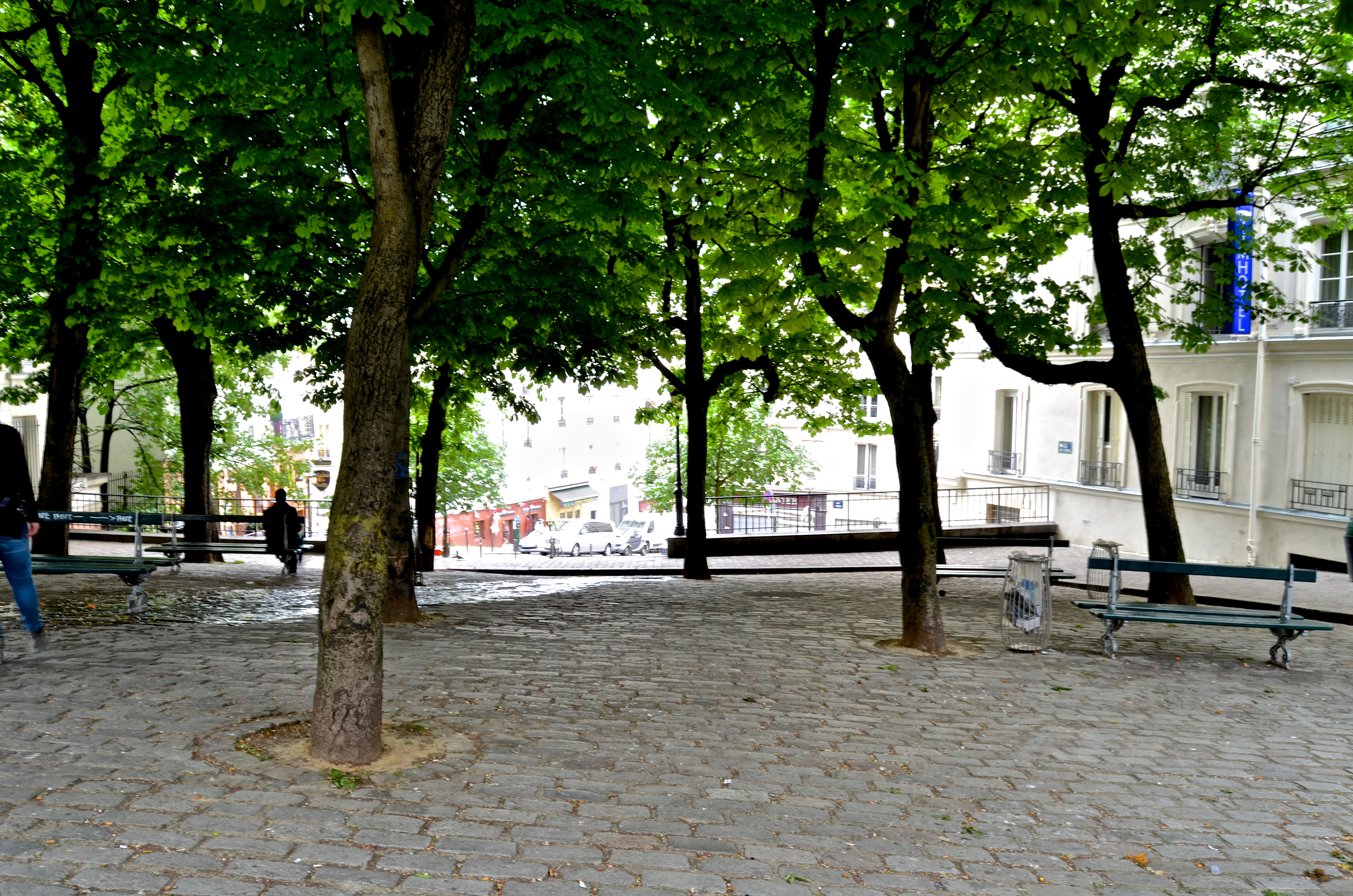
La Place Émile-Goudeau, cerca de la Maison Dalida, el Estudio Picasso y el Bateau-Lavoir.

La plaza Émile-Goudeau es una plaza en la Rue Ravignan, ubicada cerca de la Maison Dalida, el Estudio Picasso y el Bateau-lavoir, a veces también es llamada «Place Ravignan».
La plaza debe su a Émile Goudeau (Périgueux, Dordoña, 29 de agosto, 1849 - París, Île-de-France, 18 de septiembre, 1906) que fue un periodista, novelista y poeta francés, y además fundador de Los hidrópatas.
Sus obras notables son: flores de betún, poemas irónicos, La venganza de las bestias, La vaca rabiosa (novela) 1886: Viajes y descubrimientos de los famosos A'Kempis a través de los Estados Unidos desde París, (fantasía), poemas parisinos, La semilla humana (novela).

#### Halle Saint-Pierre

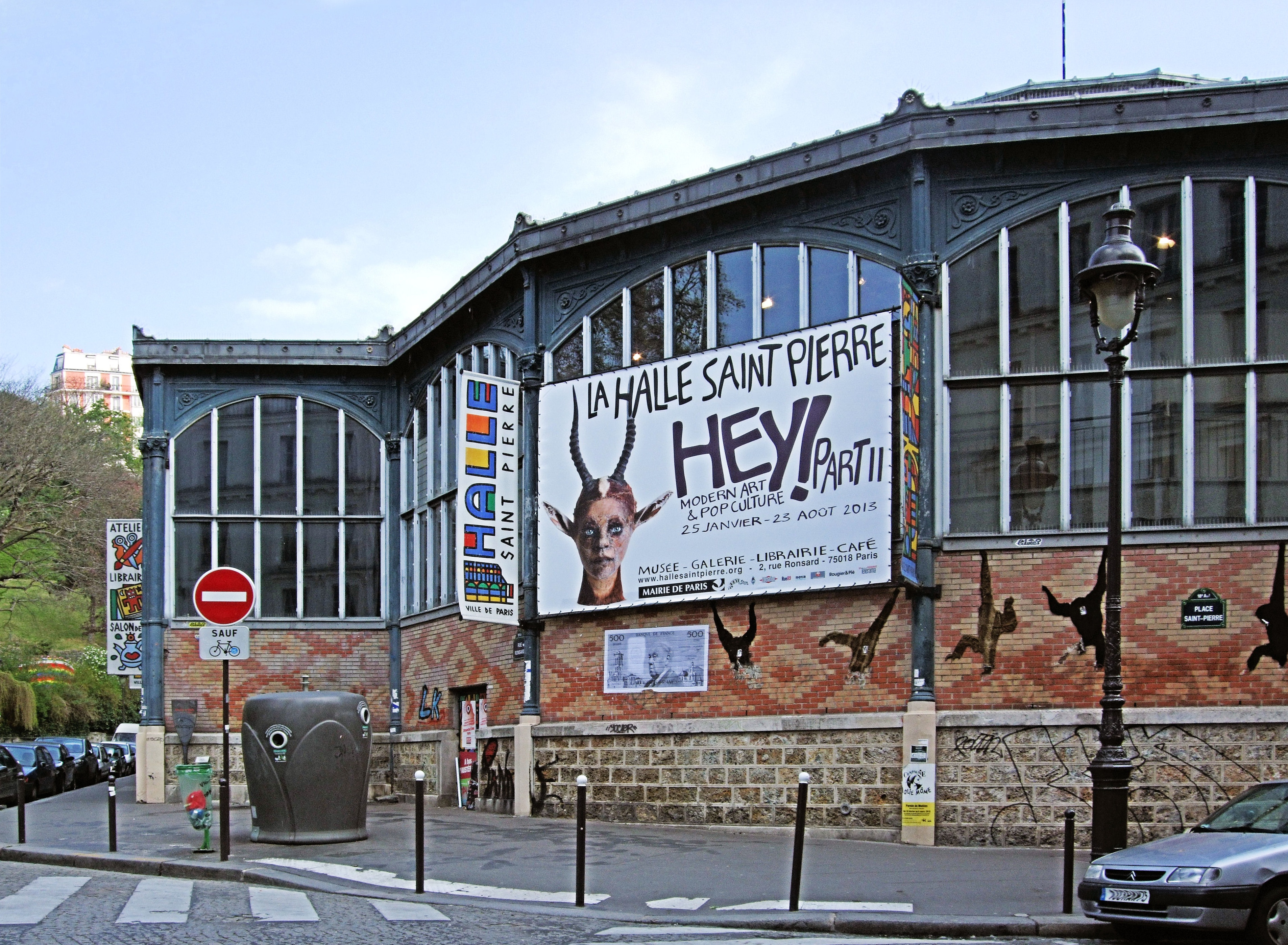
El Halle Saint-Pierre

El Halle Saint-Pierre es un hall montmartrois, que alberga el Musée d'Art Naïf - Max Fourny (Museo de arte Naïf - Max Fourny.), también llamado Musée d'Art brut & Art singulier (Museo de arte bruto & arte singular.),dedicado al arte crudo, singular , folk y ajeno, también alberga una galería, una librería, un auditórium y una cafetería. Se encuentra en París, al pie de la colina de Montmartre, en un antiguo salón al estilo Baltard, que una vez albergó un mercado y luego una escuela.
El museo fue establecido en 1986 por el editor Max Fourny, en el antiguo mercado construido en 1868 en la base de Montmartre. Presenta exposiciones temporales de arte popular, arte ingenuo y arte externo. En 2008, su colección permanente contenía 629 obras, incluidas 516 pinturas, 13 obras en papel, marquetería, 11 obras textiles y 47 engastadas bajo vidrio, entre sus exposiciones se encuentran: British Outsider Art, 17 Naïfs de Taïwan, Australian Outsiders, Noir sur Blanc, Hey! Modern art & Pop culture.

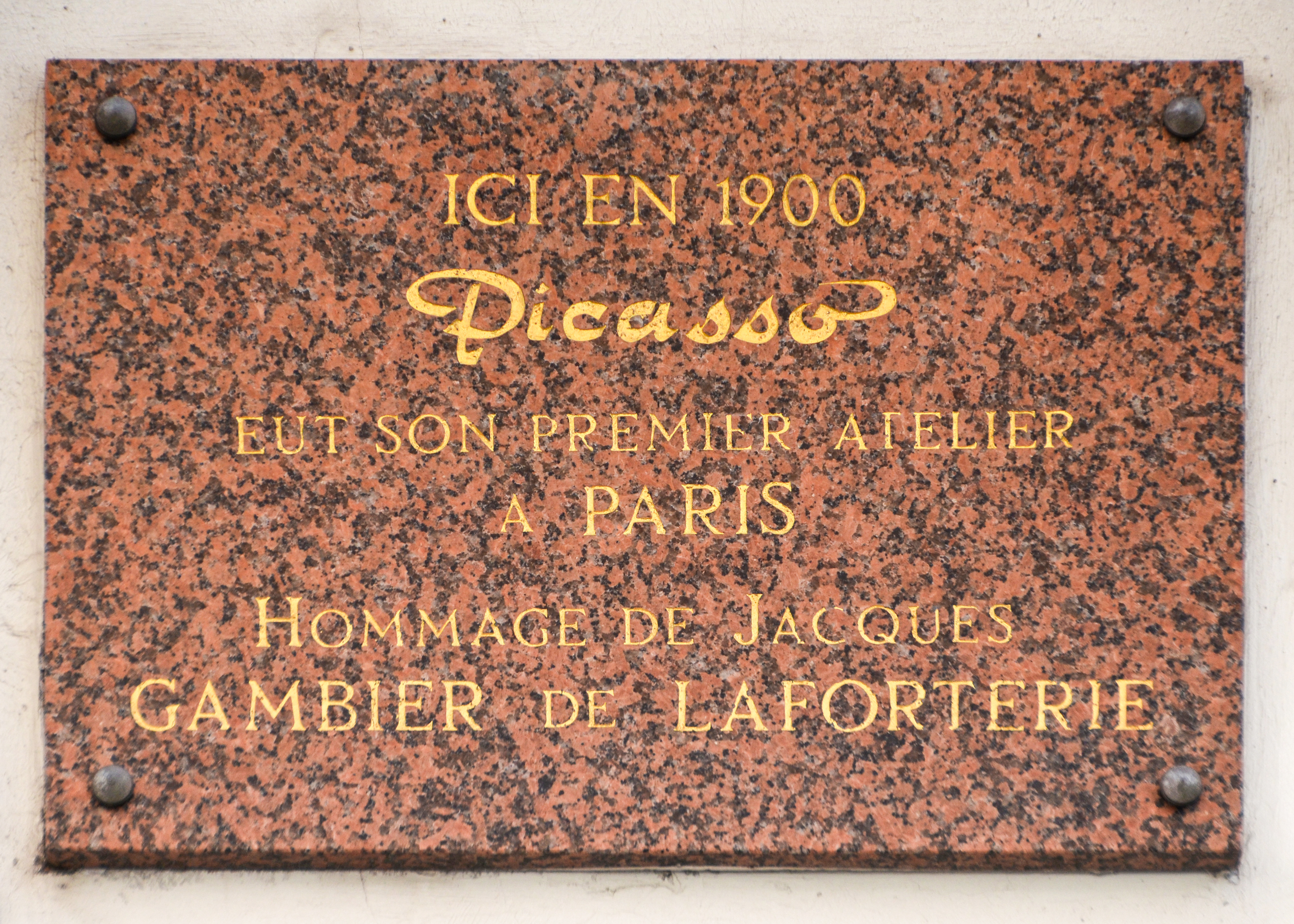
Placa en honor Picasso en el 49º de la Rue Gabrielle

#### Primer estudio de Picasso
Ubicado en 49º de la Rue Gabrielle, el primer estudio de Picasso (2do piso), que habitó en 1900. En este lugar, Picasso comenzó su “periodo azul”  , ubicado a 300 metros de la Basílica del Sacré-Cœur de Montmartre,en la actualidad es un sitio de peregrinaje para los fanáticos de Picasso y del cubismo. Pablo Picasso fue un pintor, junto George Braque, creador del Cubismo
Nacido en Málaga el 25 de octubre de 1881, bajo el nombre de Pablo Diego José Francisco de Paula Juan Nepomuceno María de los Remedios Cipriano de la Santísima Trinidad Ruiz y Picasso, fue un dibujante, grabador, ilustrador, escultor, ceramista, diseñador, comunista y escenógrafo, falleció su casa «Notre-Dame-de-Vie», en Mougins, el día 8 de abril de 1973, originalmente sería enterrado en su casa, pero no era permitido esto, así que, fue enterrado en su antigua casa, el «Castillo de Vauvenargues», en Vauvenargues.

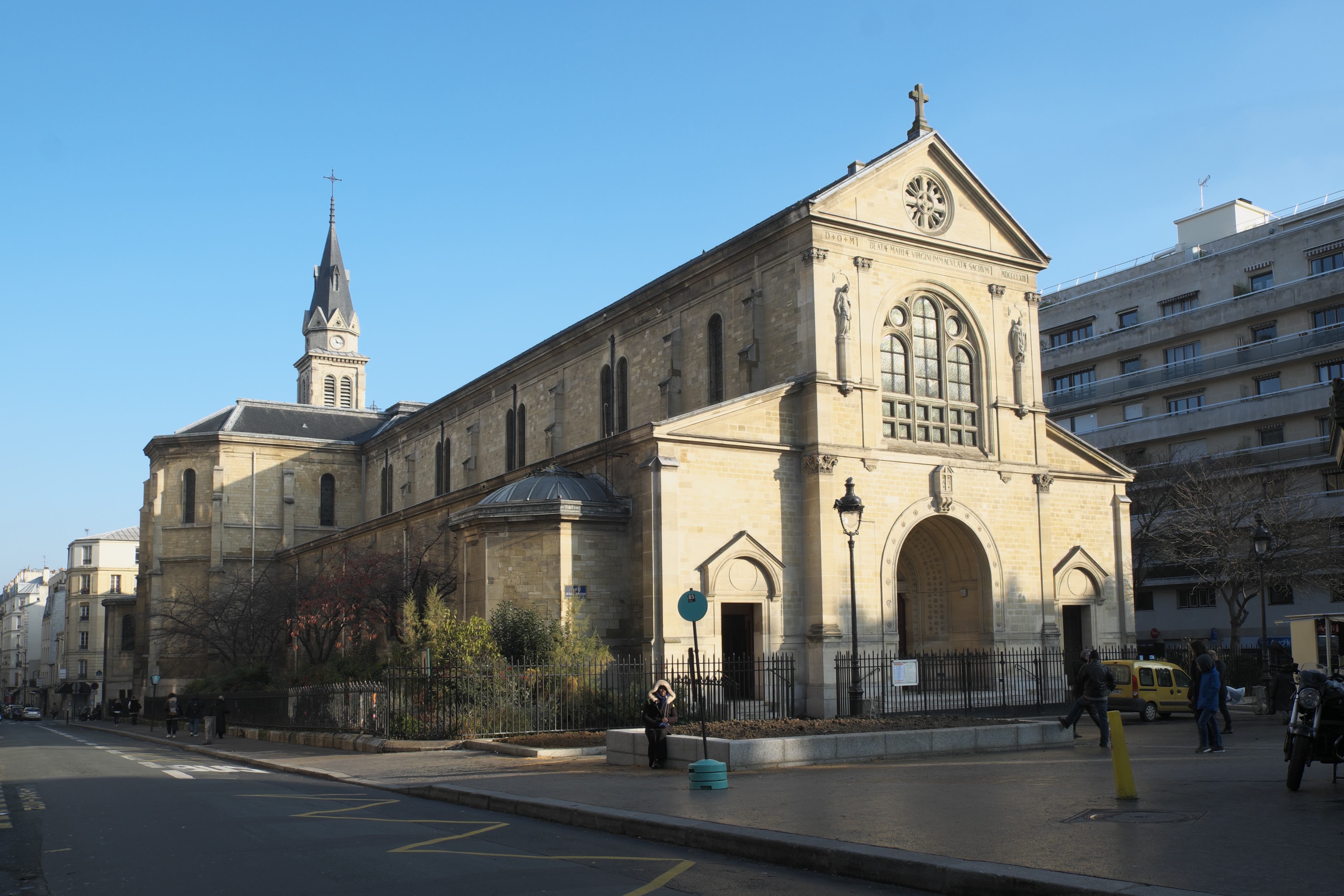
La Parroquia Notre-Dame de Clignancourt

#### Parroquia Notre-Dame de Clignancourt
La parroquia Notre-Dame de Clignancourt, en el XVIII Distrito de París, es una iglesia ubicada frente a Place Jules-Joffrin, y también al Ayuntamiento del distrito, y está delimitada por las Rue de Mont-Cenis, Rue Aimé-Lavy, y la Rue Hermel.
Los habitantes del distrito de Clignancourt, que se hicieron cada vez más numerosos a mediados del siglo XIX, eran los propietarios de Saint-Pierre de Montmartre, su iglesia parroquial, cuyo acceso era bastante difícil ya que estaba situado en la cima de la colina de Montmartre, entonces decidieron construir una iglesia en la Place Sainte Euphrasie (hoy Place Jules-Joffrin), la iglesia Notre-Dame-de-Clignancourt, en una parcela de 6085 m²;a un precio de 102,262.50 francos, y de los cuales el primero La piedra bendecida por el cardenal Morlot, arzobispo de París, fue colocada por el barón Haussmann el 2 de mayo de 1859. El alcalde de Montmartre era entonces el barón Michel de Trétaigne.

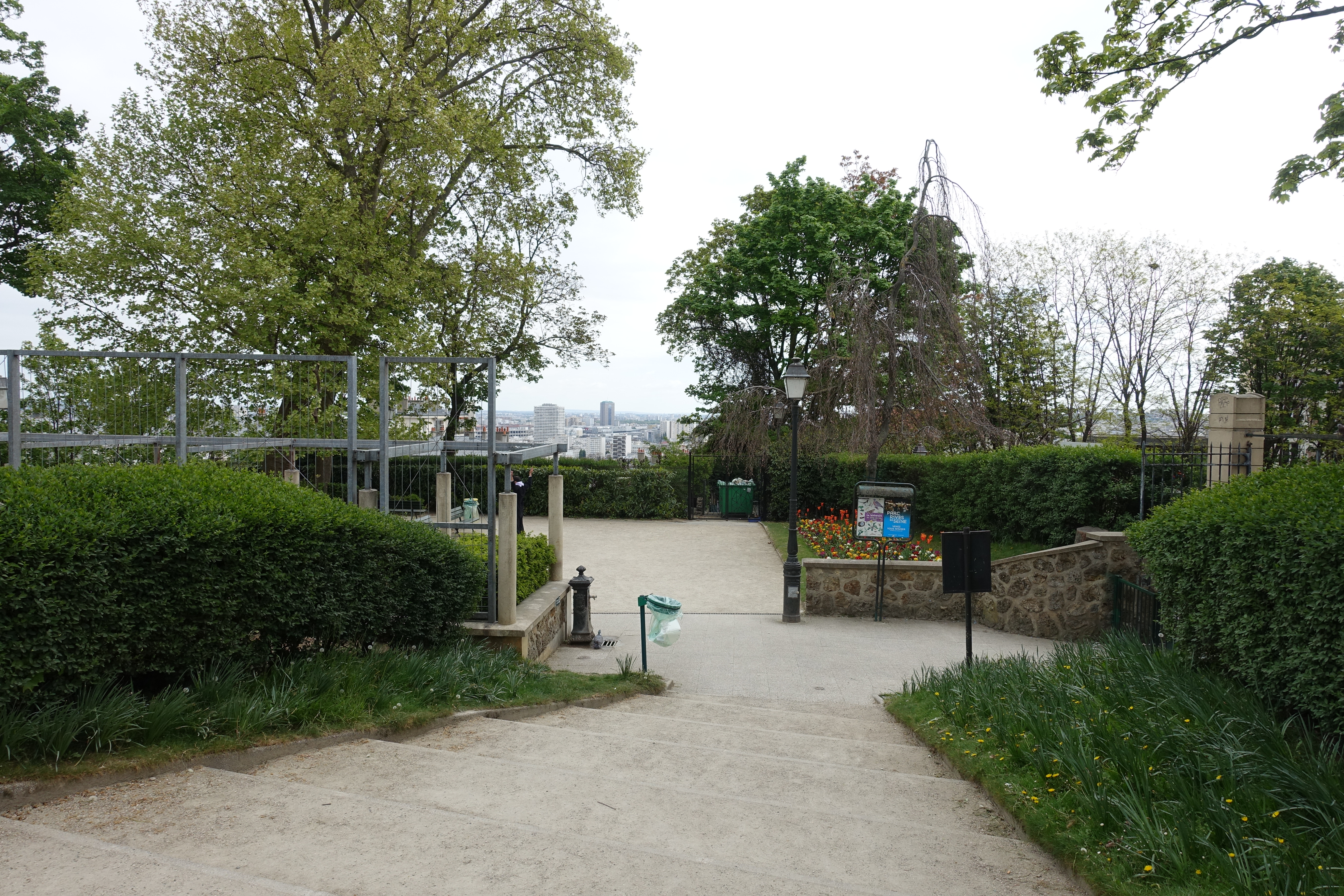
La Plaza Marcel Bleustein Blanchet.

#### Plaza Marcel Bleustein-Blanchet
La Plaza Marcel Bleustein-Blanchet, antes del 2004 Parc de la Turlure, es un espacio verde parisino, en el XVIII Distrito de París, detrás del Sacré-Cœur.
Ubicada en la Rue du Chevalier-de-La-Barre, en la cima de la butte de Montmartre, y detrás de la Basílica del Sagrado Corazón de Montmartre, es accesible por la Rue de la Bonne; está servido por las estación Lamarck - Caulaincourt.
Este Jardín en terrazas, compuesto por el Gran Salón y el Salón Verde, también alberga juegos para niños, un anfiteatro, una fuente-estanque dispuesta en una pequeña cascada, bancos de piedra en una pérgola cubierta de glicinas y enredaderas de Virginia. Su primer nombre proviene de un antiguo molino llamado Moulin de la Turlure, que alguna vez se ubicó entre 1770 y 1820.

#### Parque Claude Charpentier

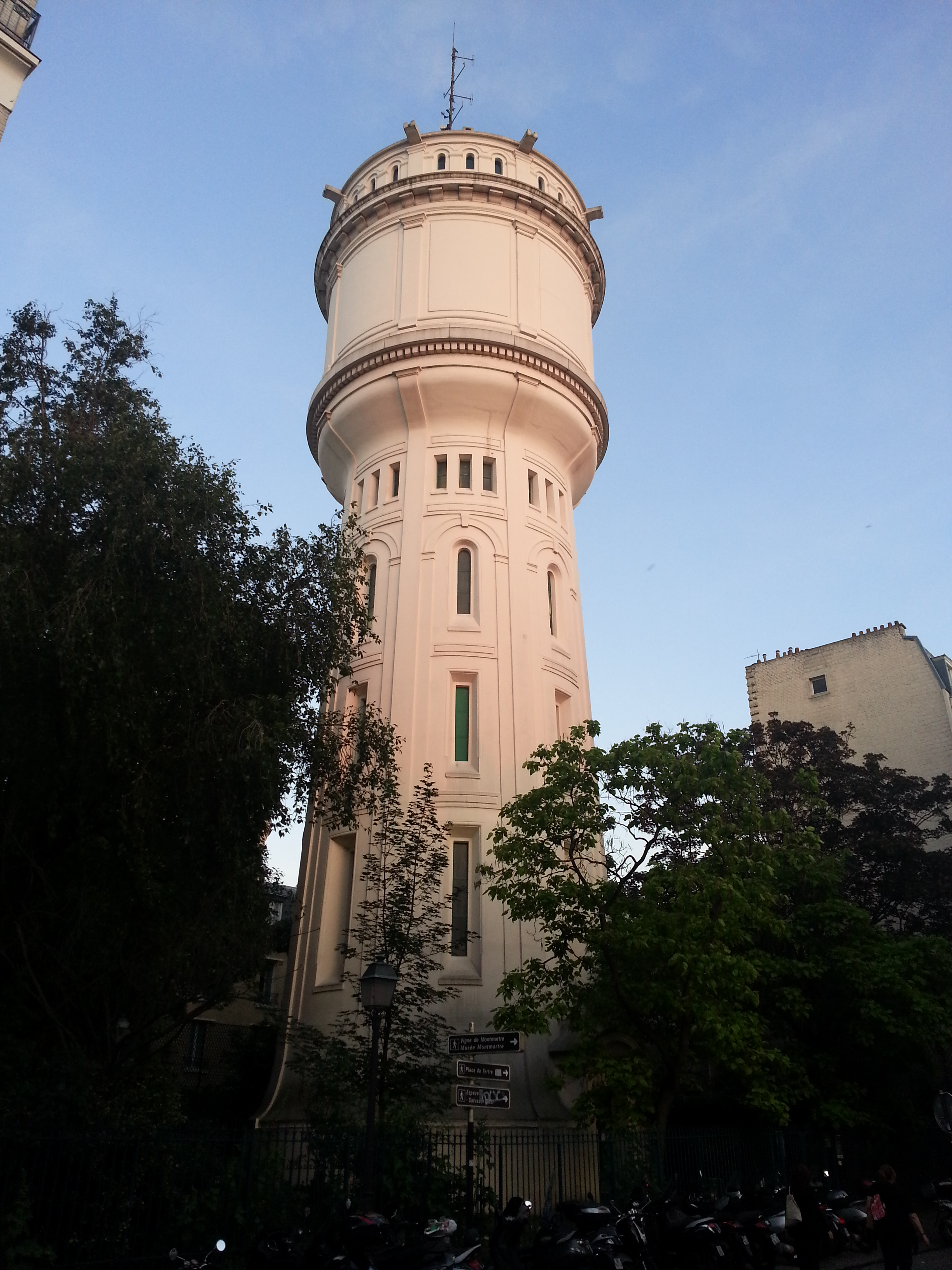
El Château d'eau de Montmartre.

En la esquina de las Rue Cortot y Mont-Cenis, una pequeña plaza rinde homenaje a Claude Charpentier (1909-1995), arquitecto, urbanista y músico. Fue uno de los principales actores en el desarrollo de la Ley Malraux de 1962 dirigida a proteger el patrimonio histórico y estético de Francia. En París, los principales trabajos de planificación urbana que datan de la década de 1960 amenazaron a ciertos distritos con la destrucción total. Esta ley hizo posible establecer reglas para el desarrollo de estos sectores mientras se elaboraban planes de protección y mejora con fines de conservación y restauración. Montmartre, Les Halles, le Marais, las orillas del Sena, el distrito de Maubert, son algunas de las áreas que se han conservado gracias a él. Claude Charpentier, un amante de Montmartre, restauró le Bateau-Lavoir ,allí después del incendio en 1962 y construyó el Conservatorio de Música del siglo XVIII. La plaza Claude Charpentier se extiende abundantemente con árboles, catalpas, encantos, arces, sicómoros y cerezos, alrededor de un edificio singular. Los setos de laurel, los enormes carbones y las forsitias le darían un encanto de jardín parisino casi clásico si no fuera superado por la silueta vertiginosa de una torre de agua de 43 metros de altura, que alcanza 175 metros sobre el nivel del mar y visible por millas a la redonda.

#### Montmartrain

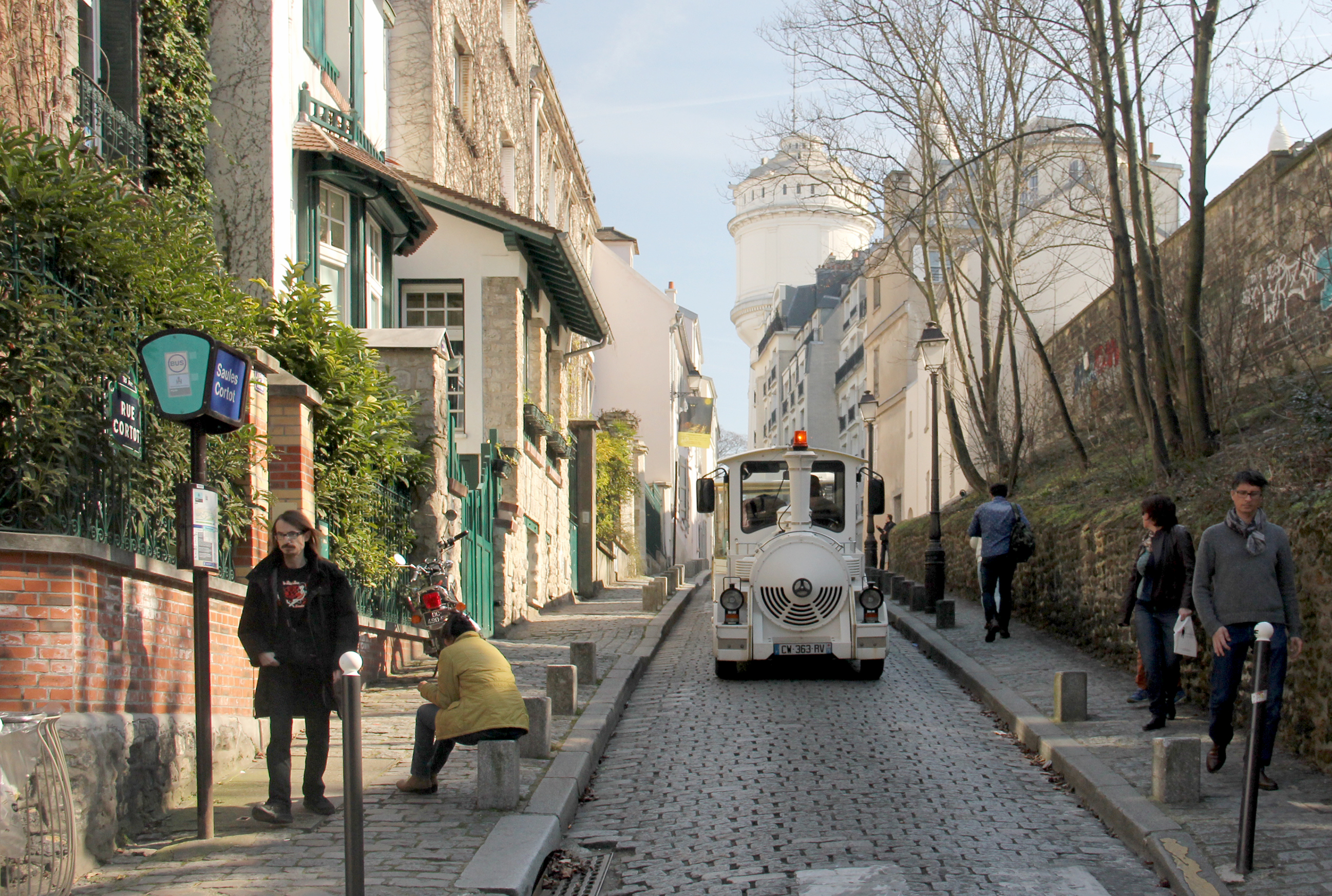
el Montmartrain pasando por la Rue Cortot.

El trenecito de Montmartre (en francés: Le petit train de Montmartre) o también llamado Montmartrain es un pequeño tren turístico, que recorre la butte de Montmartre, en alrededor de 45 minutos.
El punto partida es la Place Blanche, frente al Moulin Rouge, las visitas guiadas están disponibles en francés e inglés, duran alrededor de 45 minutos, proporcionan información sobre el pueblo de Montmartre, que es tan rico en romance como en historia artística, cuenta con catorce, Place Blanche - Moulin Rouge, Basílica del Sacré-Coeur, Anfiteatro, Arenas, Iglesia Saint-Pierre, Place du Tertre, Espace Dalí, Museo Montmartre, Cabaret Le lapin Agile, Cementerio Saint-Vincent, Place Constantin Pecqueur, Mercado Saint-Pierre, Anvers, Regreso a Place Blanche.

## Situación y Acceso

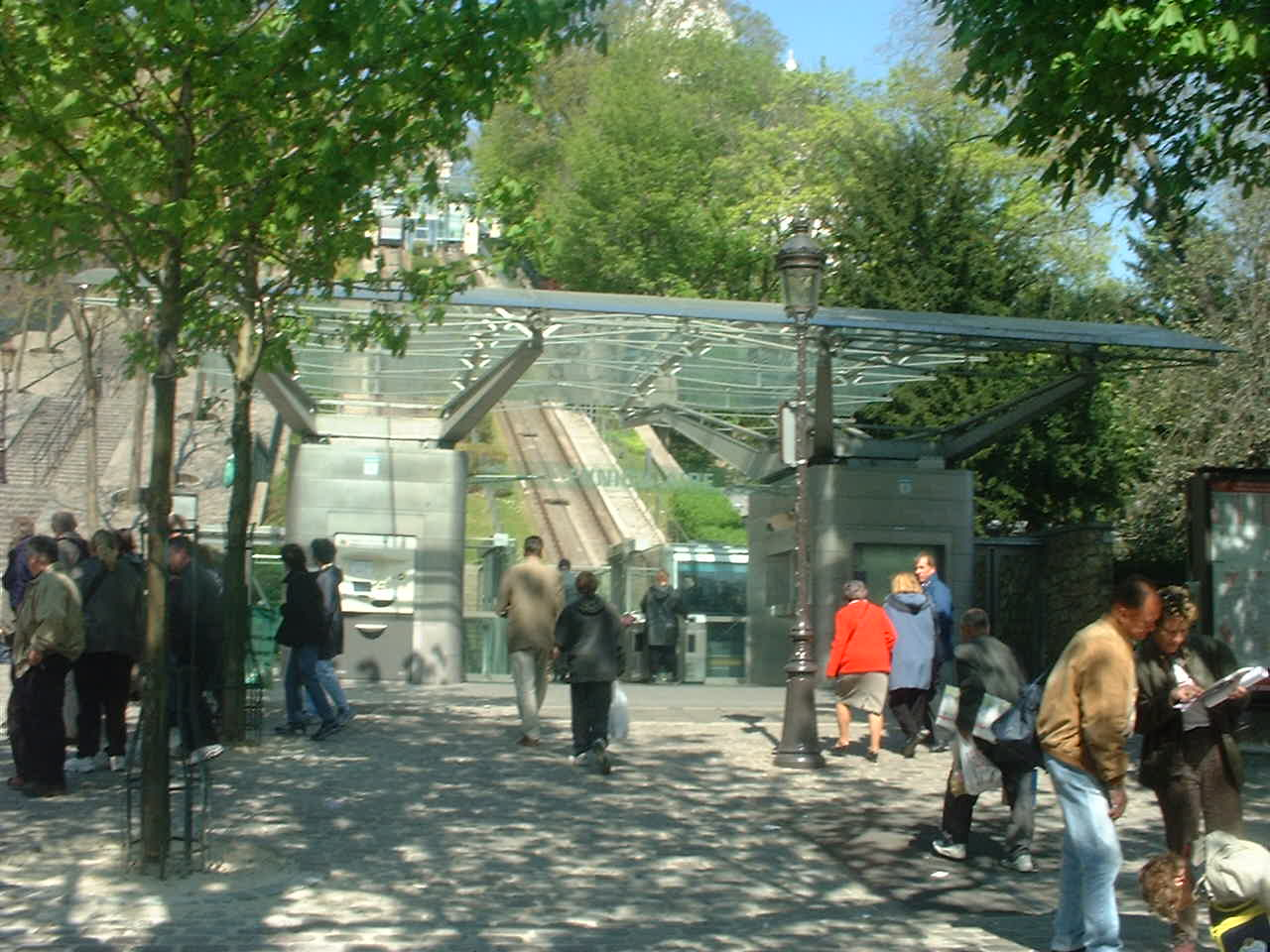
entrada al Funicular de Montmartre.

#### Funicular
El funicular de Montmartre, es un pequeño tren funicular automático de dos cabinas en el XVIII distrito de París, permite ascender la butte de Montmartre, desde la base de la colina hasta el Sacré-Cœur, y viceversa. Está gestionado por la R.A.T.P. (Red Autónoma de Transportes de Paris), y fue inaugurado el 13 de julio de 1900, aunque el actual es una versión restaurada con posterioridad. Tiene dos cabinas independientes con capacidad para 60 personas cada una. Puede trasladar a 2.000 pasajeros por hora en ambas direcciones. Un viaje en cada sentido, que cubre una distancia vertical de 36 metros y horizontal de 108 metros, requiere aproximadamente algo menos de 90 segundos.

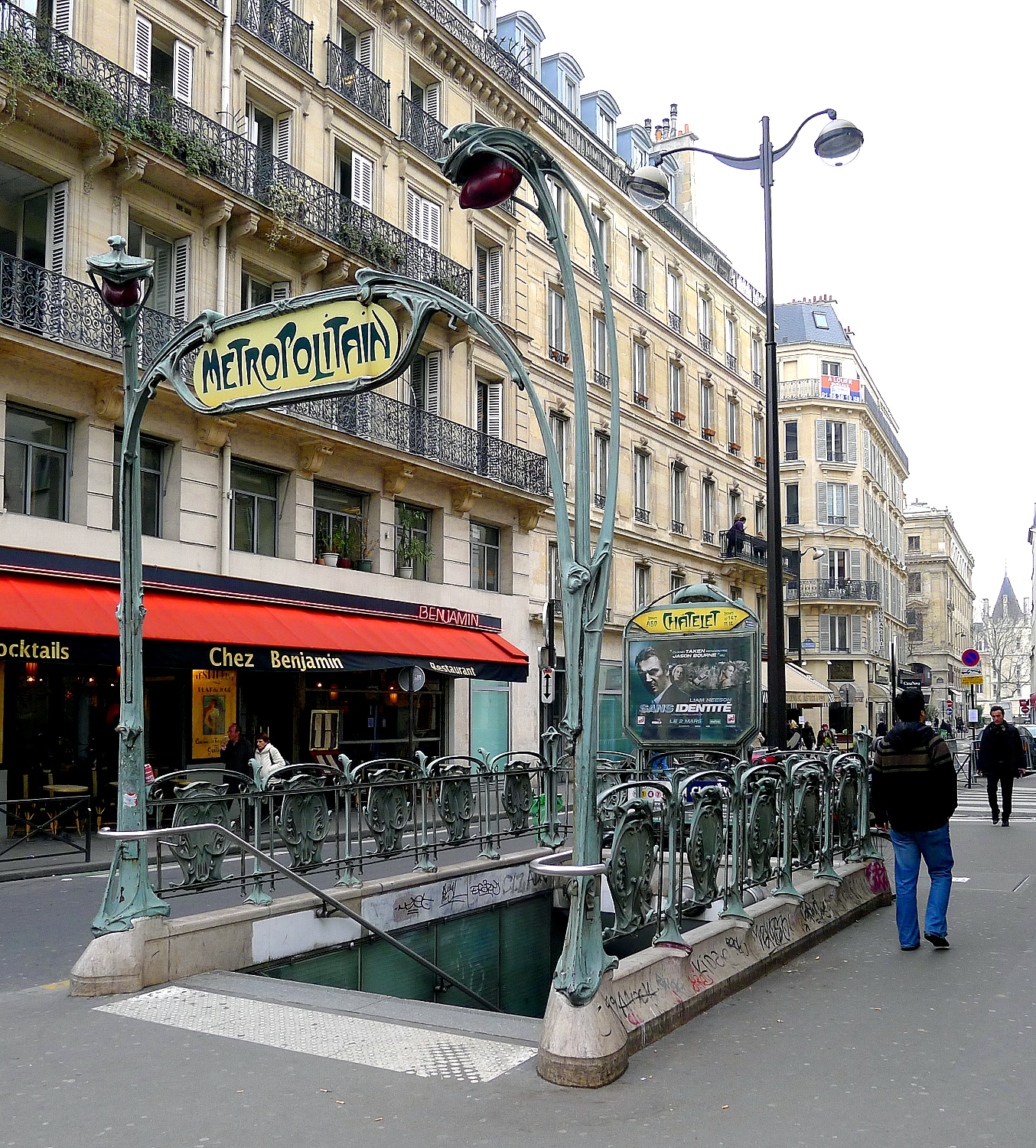
Entrada al Metro de París

#### Metro
A lo largo de todo Clignancourt hay una serie de estaciones de metro, ocho en total, Anvers, Abbesses, Château Rouge, Porte de Clignancourt, Simplon, Marcadet - Poissonniers, Jules Joffrin y Pigalle.
Algunas de las líneas que pasan por aquí son:  Línea 4,  Línea 12.
El proyecto inicial incluyó una línea circular Nation-Étoile-Nation y dos líneas transversales, de norte a sur (Porte de Clignancourt-Porte d'Orleans) y Este-Oeste (avenida Gambetta - Porte Maillot), La primera línea (Porte de Vincennes - Porte Maillot) abrió al público 19 de julio de 1900 para dar servicio a los Juegos Olímpicos de París 1900,Tras la entrada en guerra de septiembre de 1939, las líneas  y , aéreas en alguno de sus tramos, paralizan su actividad junto con las líneas  y 14.

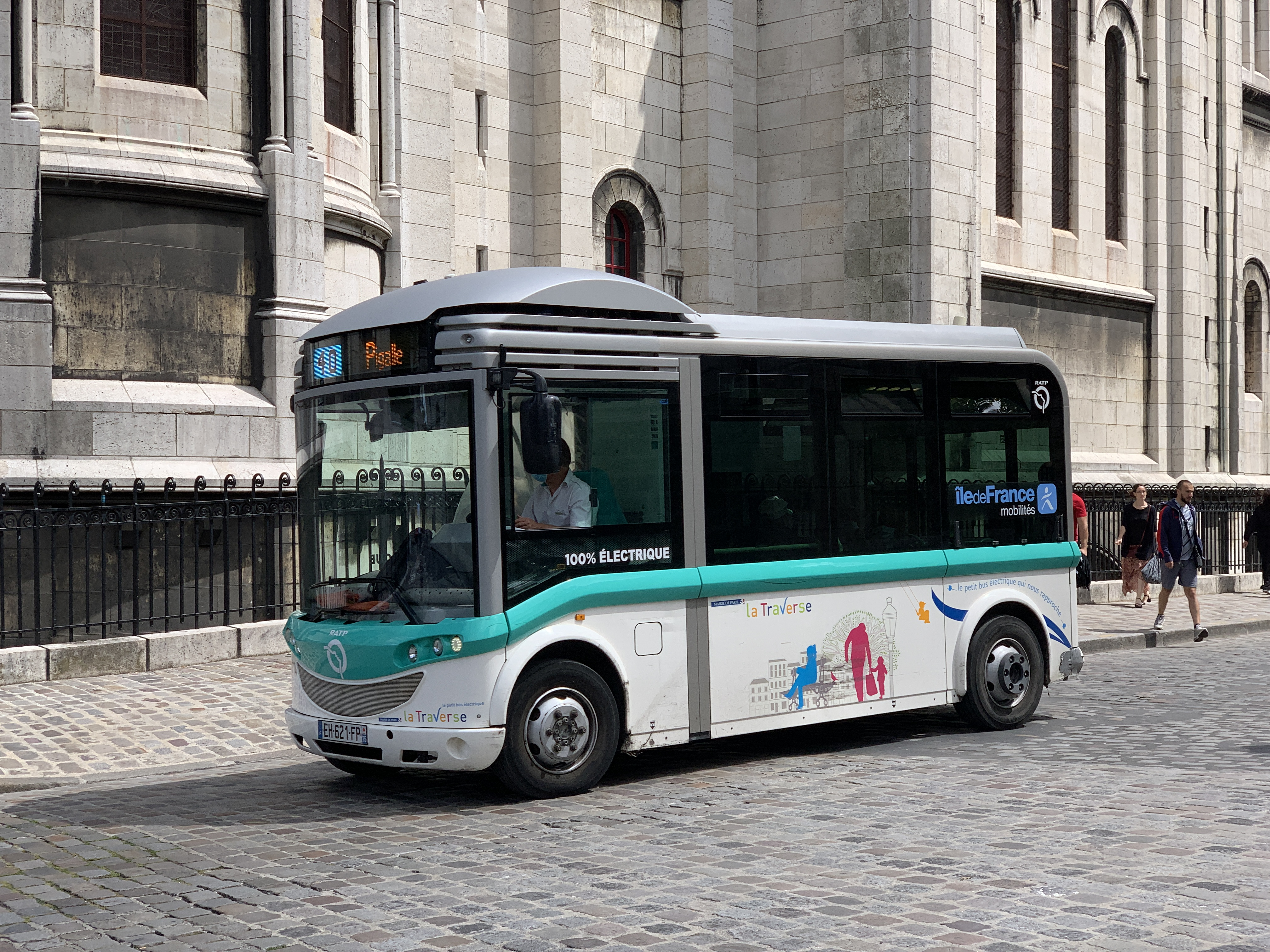
la línea 40 del RATP cruzando la Rue Chevalier-de-la-Barre.

#### Autobús
Clignancourt es atravesado por la línea 40 (Ayuntamiento del XVIII Distrito, Jules Joffrin - Le Peletier) de R.A.T.P., por un Oréos 4X. Nacida bajo el nombre de "Montmartrobus", la línea fue creada el 10 de febrero de 1983, bajo el índice interno 64, y operaba todos los días. El índice interno se convierte en 018, el 1 de enero de 1996 y 08 el 1 de enero de 2006. Con la implementación de la operación del autobús Grand Paris, el Montmartrobus pierde su carácter de línea especial para convertirse en una línea regular numerada 40.
lugares de servicio del Montmartrobus: París (Ayuntamiento del distrito 18, Plaza de Clignancourt, cementerio de Saint-Vincent, Sacré-Coeur, Place du Tertre, teatro de la Ciudad, Place Pigalle, teatro de Saint-Georges, iglesia de Notre-Dame-de-Lorette .)

## Personalidades relacionadas

#### Nacidos en Clignancourt
- Gen Paul (1895 - 1975), nacido en la Rue Lepic nº 96; pintor y grabador autodidacta francés, influido por Van Gogh, Cézanne, Velázquez, Goya, o El Greco.
- Jean Gabin (1904 - 1976), nacido en el Boulevard Marguerite-de-Rochechouart nº 23; actor y héroe de guerra francés.

- Maurice Utrillo (1883 - 1955), nacido en la Rue Cortot nº 12; pintor y grabador francés, hijo de Suzanne Valadon.
- Henri Gervex (1852 - 1929), nacido en la Rue Yvonne-Le-Tac nº 18; pintor francés, que estudió con Alexandre Cabanel, Pierre-Nicolas Brisset y Eugène Fromentin.
- Gisèle Casadesus (1914 - 2017), nacida en la Rue Steinkerque nº 2; actriz francesa, hija de Henri Casadesus.

#### Personas famosas que vivieron en Clignancourt
- Adolphe-Félix Cals (1810-1880), pintor y grabador francés, vivió en el nº 6 bis de la Rue Cortot.
- André Utter (1886-1948), pintor francés, esposo de Suzanne Valadon, residió en la Rue Cortot nº 12.
- Aristide Bruant (1851-1925), cantante y dueño de Le chat noir.
- Arnold Koning (1860-1945), pintor] neerlandés, habitaba en la Rue Lepic nº 54.
- Armand Guillaumin (1841-1927), pintor y grabador francés de estilo impresionista, vivía en la Rue Lepic nº 54.
- Dalida (1933-1987), cantante y bailarina francesa, nacida en Egipto, de padres italianos, tenía su casa en la Rue d'Orchampt nº 11 bis.
- Démétrio Galanis (1879-1966), pintor y grabador francés, de origen griego, residió en el nº 12 de la Rue Cortot.
- Édith Piaf (1915-1963), cantante francesa, célebre en el siglo XX, tenía su casa en la Rue Véron nº 18.
- Erik Satie (1866-1925), compositor y pianista francés, precursor del minimalismo y del Impresionismo, habitaba en la Rue Cortot nº 6.
- Eugène Delâtre (1864-1938), grabador, pintor, acuarelista e impresor francés, vivió en la Rue Lepic nº 92.
- Émile Bernard (1868-1941), pintor postimpresionista francés, residió en la Rue Cortot]nº 12.
- Gen Paul (1895-1975), pintor y grabador francés, influido por van Gogh, Cézanne, Velázquez, Goya, o el Greco, tenía su vivienda en la Rue Lepic nº 96.
- Jean Baptiste Clément (1836-1903), músico, cantante, compositor y defensor de la Comuna de París, vivió en la Rue Lepic nº 53 y nº 112º.
- Jehan Rictus (1867-1933), poeta francés, con casa en la Rue Lepic nº 50
- Maurice Asselin (1882-1947), pinto] y grabador francés, vivió en la Rue Caulaincourt nº 121.

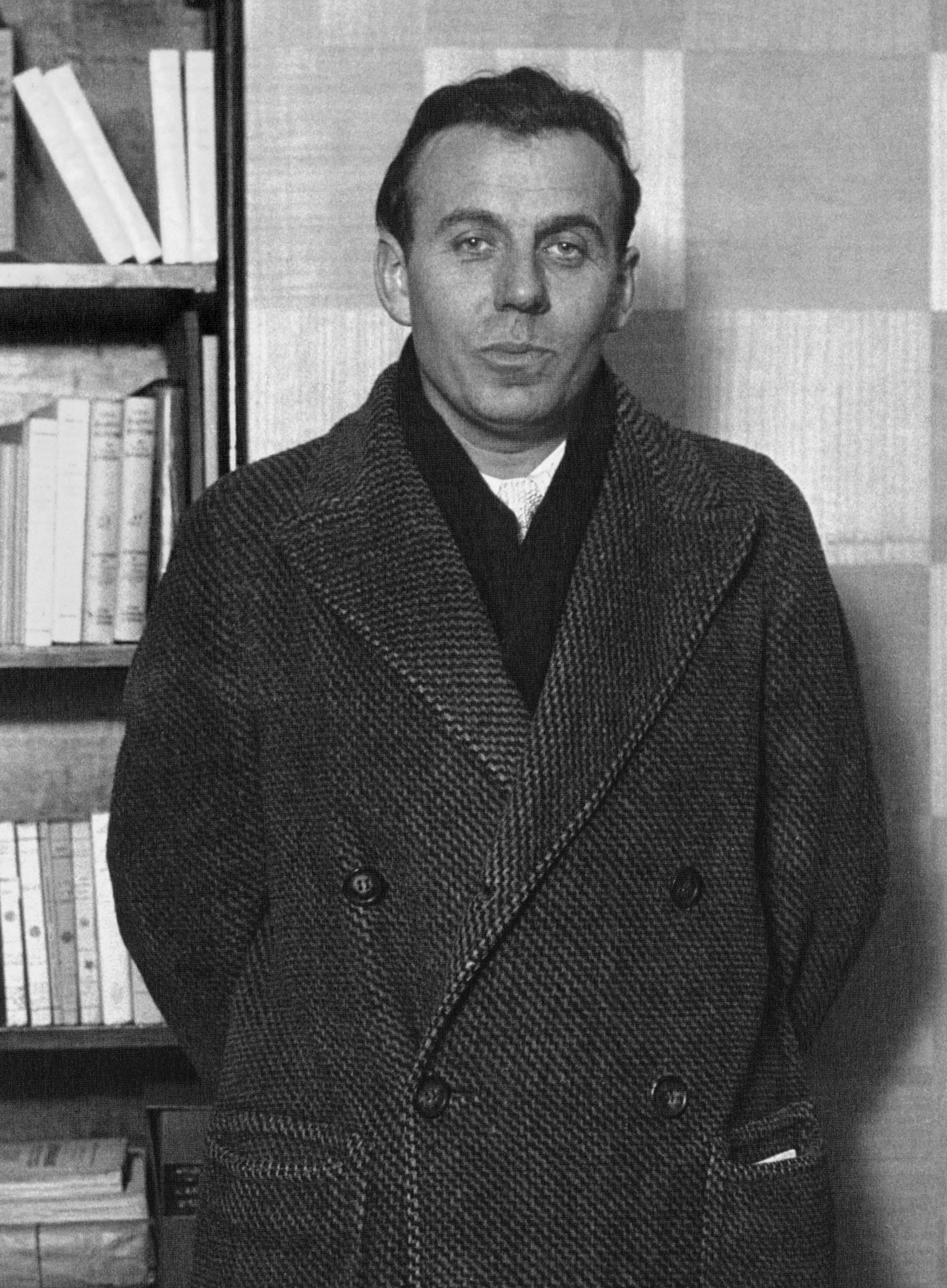
El escritor Louis-Ferdinand Céline

- Maurice Utrillo (1883-1955), 12º de la Rue Cortot; pintor francés, hijo de Suzanne Valadon.
- Léon Bloy (1846-1917), 12º de la Rue Cortot; novelista francés, también ensayista, panfletista y poeta.
- Louis-Ferdinand Céline (1894-1961), 11º bis de la Rue d'Orchampt; escritor y médico francés.
- Suzanne Valadon (1865-1938), 12º de la Rue Cortot; pintora francesa.
- Théo van Gogh (1857-1891), 54º de la Rue Lepic; marchante de arte neerlandés, era el hermano menor del pintor Vincent van Gog.
- Othon Friesz (1879-1949), 12º de la Rue Cortot; pintor francés del movimiento fauvista.
- Pablo Picasso (1881-1973) 49º de la Rue Gabrielle; pintor y escultor español, creador, junto con Georges Braque, del cubismo.
- Pierre Reverdy (1889-196]), 12º de la Rue Cortot; poeta francés asociado al surrealismo, al cubismo y al creacionismo.
- Raoul Dufy (1877-1953), 12º de la Rue Cortot; pintor fauvista y diseñador textil francés
- Roland Oudot (1897-1981), 110º de la Rue Caulaincourt; pintor y litógrafo francés].
- Vincent van Gogh (1853-1890), 54º de la Rue Lepic; pintor neerlandés postimpresionista.

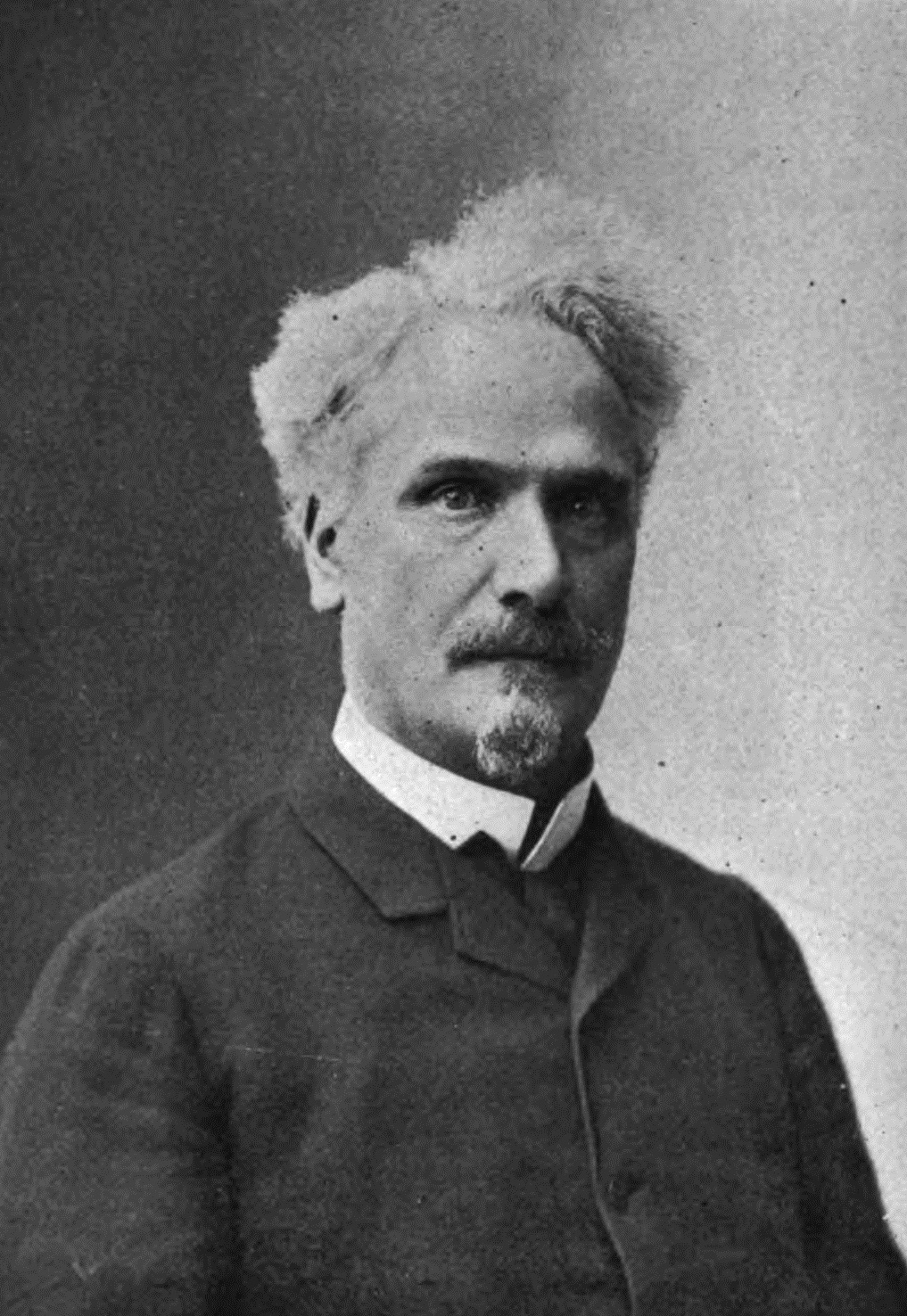
El político Henri Rochefort

- Auguste Rodin (1840-1917), 175º de la Rue Marcadet; escultor francés. Considerado el padre de la escultura moderna.
- Henri Rochefort (1831-1913), 57º del Boulevard Marguerite-de-Rochechouart; periodista, político y autor teatral francés.
- Émile Debraux (1796-1831), 14º de la Rue d'Orsel; escritor, poeta, gogotero y cancionero francés.
- Ernest Quost (1842-1931), 74º del Boulevard Marguerite-de-Rochechouart; pintor impresionista francés.
- Gustave Charpentier [1860-1956), 66º del Boulevard Marguerite-de-Rochechouart; compositor francés.
- Aristide Briand (1862-1932), 40º de la Rue d'Orsel; político francés, primer ministro durante la Tercera República Francesa, considerado uno de los precursores de la unidad europea. En 1926 obtuvo el Premio Nobel de la Paz, junto al ministro de relaciones exteriores alemán Gustav Stresemann.
- Frédéric Deshayes (1883-1970), 110º bis de la Rue Marcadet; pintor]y litógrafo francés.
- Henri Casadesus (1879-1947), 2º de la Rue Steinkerque; violinista, tocador de Viola d'amore, compositor, músico y publicista francés.
- Miguel Zévaco (1860-1918), 12º de la Rue Steinkerque; escritor y novelista francés, además de ser columnista, director de cine, editor, y anticlerical anarquista.
- Jacques Antoine Manuel (1775-1827), 23º de la Rue des Martyrs; abogado, político y destacado orador francés.
- Maurice Ravel (1875-1937), 40º de la Rue des Martyrs; compositor francés. Su obra, frecuentemente vinculada al impresionismo, muestra además un audaz estilo neoclásico y, a veces, rasgos del expresionismo

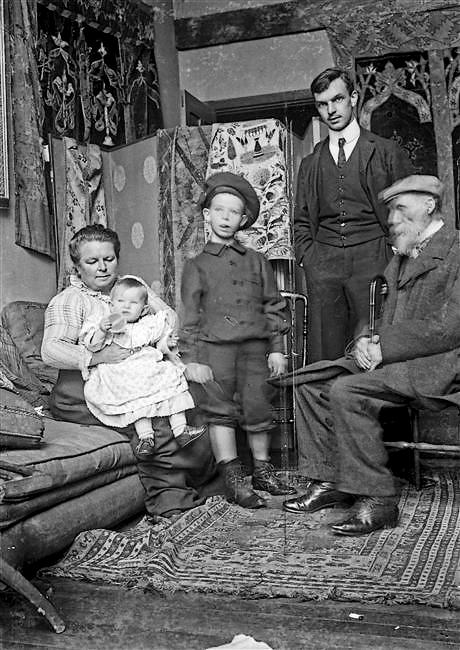
Renoir y su familia, circa de 1902, en su casa de la Rue Caulaincourt.

- Louis Vallet (1856-1940), 46º de la Rue des Martyrs; pintor parisino].
- Paul Louis Rougnon (1846-1934]), 49º de la rue des Martyrs; compositor, pianista y educador musical francés.
- [[Théodore Géricault] (1791-1824), 49º de la Rue des Martyrs; pintor francés, una de las principales figuras pioneras de la pintura romántica.
- Alfred Stevens (1791-1824), 65 de la Rue des Martyrs; pintor belga.
- Edmond Heuzé (1883-1967), 58º de la Rue Custine, y 8º de la Rue Ramey; pintor, diseñador, ilustrador y escritor francés.
- Pierre Bourgeois (1898-1976), 44º del Boulevard Marguerite-de-Rochechouart; poeta belga.
- Théophile Alexandre Steinlen (1859-1923), 58º de la Rue Caulaincourt; pintor y litógrafo] modernista francés nacido en Suiza.
- Abel Bertram (1871-1954), 59º y 73º de la Rue Caulaincourt; pintor francés.
- Pierre-Auguste Renoir (1841-1919), 73º de la Rue Caulaincourt; pintor francés impresionista.
- Jules Pascin (1885-1930), 73º de la Rue Caulaincourt;[pintor de origen búlgaro nacionalizado estadounidense, esposo de Hermine David).
- Hermine David (1886-1970), 73º de la Rue Caulaincourt; pintora francesa, esposa de Jules Pascin.

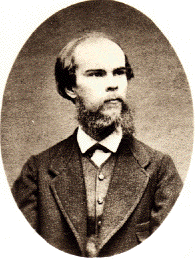
Paul Verlaine

- Fabrice Luchini (1951), 7º de la Rue Ramey; afamado actor francés de teatro, cine y televisión.
- Édouard Pépin (1842-1927), 6º de la Rue Ramey; pintor, caricaturista y anticlerical francés.
- Léon Schwarz-Abrys (1905-1990), 11º de la Rue Nicolet; pintor y escritor francés, nacido en Sátoraljaújhely, Reino de Hungría
- Paul Verlaine (1844-1896), 14º de la Rue Nicolet; poeta francés, perteneciente al movimiento simbolista.
- Jean Fautrier (1898-1964), 6º de la Rue Nicolet; fue un pintor y escultor francés. Fue uno de los más importantes representantes del tachismo, tendencia dentro del Art informel.
- Carlo Marangio (1936), 28º de la Rue Ordener; pintor expresionista italiano.
- Nicolas Sarkozy (1955), 100º de la Rue Ordener; estadista y presidente de Francia.
- Bernard Lorjou (1908-1986), 19º de la Rue du Mont-Cenis; pintor francés expresionista, esposo de[Yvonne Mottet.
- Yvonne Mottet (1906-1968), 19º de la Rue du Mont-Cenis; pintora francesa, esposa]] de Bernand Lorjou.
- Eugène Dabit (1898-1936), 143 de la Rue du Mont-Cenis; escritor y pintor francés.

## Demografía
Durante la Comuna de Montmartre, Clignancourt experimentó un gran crecimiento demográfico.  Después su población fue descendiendo paulatinamente, pero en la actualidad ha vuelto a experimentar un leve crecimiento poblacional.
| Año de censo | Residentes | Densidad de Población (habitantes / km²) |
| ------------ | ---------- | ---------------------------------------- |
| 1954         | 104 305    | 63 100                                   |
| 1962         | 99 972     | 60 479                                   |
| 1968         | 91 422     | 53 307                                   |
| 1975         | 80 335     | 48 600                                   |
| 1982         | 68 936     | 41 704                                   |
| 1990         | 67 614     | 40 904                                   |
| 1999         | 64 868     | 39 243                                   |
| 2016         | 68 873     | 41 665                                   |